# Gouvernement de la Chine sous la dynastie Han

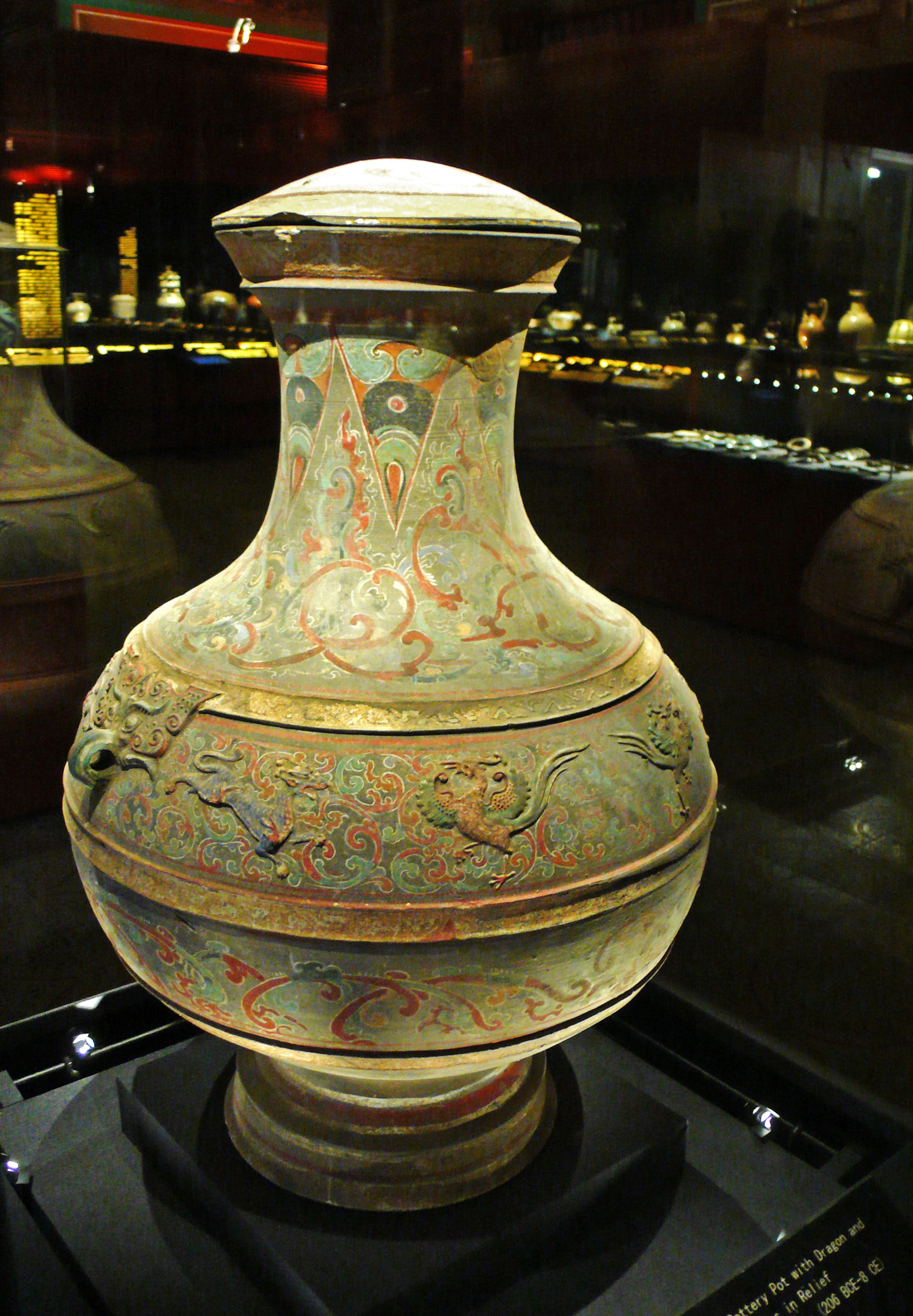
Jarre en céramique peinte, datant des Han Occidentaux. Elle est recouverte de décorations en relief représentant des dragons, des phœnix et des taotie

La dynastie Han (chinois simplifié : 汉朝 ; chinois traditionnel : 漢朝 ; pinyin : hàncháo ; chinois archaïque : ŋ̥ānh ḍhaw) règne sur la Chine de 206 av. J.-C. à 220 apr. J.-C. Deuxième des dynasties impériales, elle succède à la dynastie Qin (221 - 206 av. J.-C.) et est suivie de la période des Trois Royaumes (220 - 265). Elle se divise en deux périodes : celle des Han occidentaux (西漢) ou Han antérieurs (前漢) (206 av. J.-C. - 9), capitale Chang'an et celle des Han orientaux (東漢) ou Han postérieurs (後漢), (25 - 220), capitale Luoyang. Ces deux périodes sont séparées par la courte dynastie Xin, fondée par Wang Mang et qui ne survit pas à la mort de ce dernier.
L'Empereur de Chine est le chef du gouvernement. Il promulgue toutes les lois par écrit, est le commandant en chef des forces armées et assume la fonction de chef du pouvoir exécutif. Il nomme tous les officiels gouvernementaux qui ont un salaire/rang de 600 dan ou plus, avec l’aide de conseillers qui examinent chaque candidat. L'impératrice douairière est la mère de l'empereur et elle est, de fait, plus puissante que son fils, car elle peut annuler les décisions de l'empereur pour les remplacer par les siennes. Cette filiation peut être d'ordre biologique ou symbolique. Le pouvoir exécutif de l'empereur peut être délégué à n'importe quel officiel, qui reçoit alors un sceptre spécifique comme preuve de cette délégation. Cet officiel reçoit alors, entre autres, le pouvoir d'exécuter les criminels sans devoir demander la permission de la cour impériale.
Au début de la dynastie, il existe de nombreux rois semi-autonomes, qui ont de grands pouvoirs au niveau local, ce qui affaiblit l'autorité impériale. Leur autonomie diminue de manière importante lorsque la cour tire les conséquences de la Rébellion des sept États et lance une série de réformes à leur encontre. Ces problèmes d'autonomie locale resurgissent à la fin de la dynastie Han, lorsque débute une longue guerre civile qui s’achève par la chute des Han et le début de la période des trois royaumes.
Les officiels du plus haut rang sont regroupés au sein d'un cabinet et jouent auprès de l'empereur le rôle de conseillers, de censeurs, d'exécutants et de juges. Ils sont connus comme étant les Trois Excellences et ils supervisent les Neuf Ministères, qui sont des grands ministères spécialisés sur une tâche en particulier, ainsi que divers officiels de la capitale et de ses alentours. Chaque fonctionnaire de la bureaucratie impériale, chaque noble de la famille impériale, chaque concubine du harem et chaque officier des forces armées se voit attribuer un rang et touche le salaire qui y est associé.
les divisions administratives de l'empire sont, par ordre décroissant de taille, les provinces (ou Zhou 州) les commanderies, les comtés (ou Xian 县) et les districts. La taille des différents fiefs des nobles va du royaume, qui recouvre la plupart du temps le territoire d'une commanderie, au marquisat, dont le territoire se confond souvent avec celui d'un comté. Le gouvernement a tenté de mettre en place des monopoles sur le sel, la sidérurgie et l'alcool; qui ont tous fini par être supprimés. A contrario, le monopole de la frappe monétaire qui est mis en place par le gouvernement en 113 av. J.-C., reste en place jusqu’à la fin de la dynastie. Si sous les Han occidentaux, le recrutement des soldats est basé sur un système de conscription touchant les non-nobles ; les Han orientaux préfèrent s'appuyer sur une armée de volontaires, payés grâce aux revenus d'une taxe permettant d'éviter la conscription. À côté de ces deux systèmes, il existe pendant toute la dynastie une petite armée permanente de soldats professionnels. Enfin, en temps de crise, l'armée de volontaires est renforcée par des recrutements massifs, pendant que d'importantes milices villageoises sont levées et certains anciens titres officiels peuvent même être réactivés pour un temps limité.

## Salaires

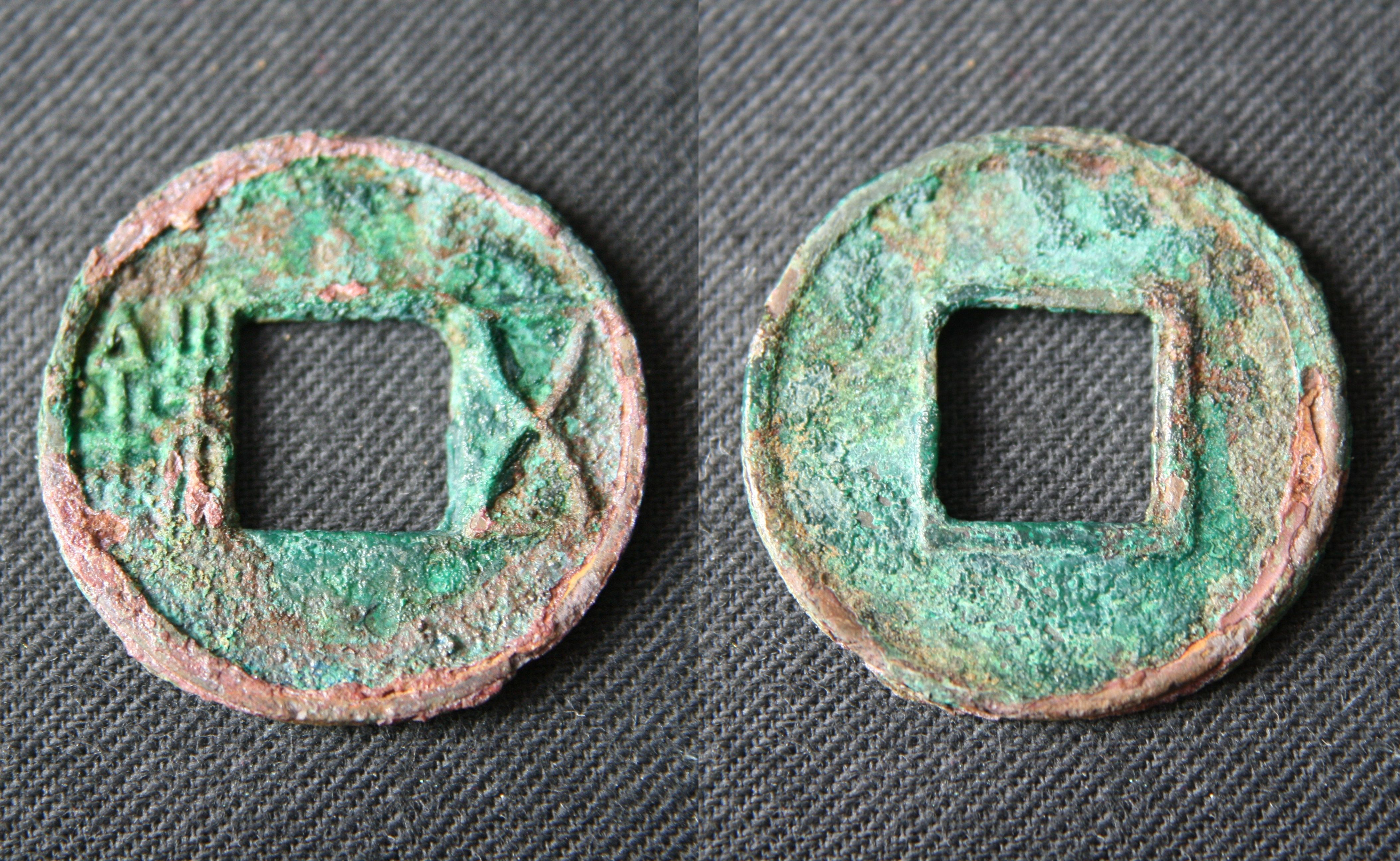
Un wushu (五銖)en bronze de 25 mm de diamètre, frappé pendant le règne de l'empereur Han Wudi

Sous la dynastie Han, le pouvoir d'un fonctionnaire du gouvernement dépend de son grade et du salaire annuel qui y correspond. Ces salaires sont mesurés en unités de grains appelées dan, shi ou shih (石), mais environ la moitié du salaire d'un fonctionnaire est payée en espèces. Après l'an 119 av. J.-C., ces espèces sont des wushu (五銖), la pièce de monnaie de base qui pèse 3,2 g. L’autre moitié du salaire d’un fonctionnaire est payée en grains décortiqués et non décortiqués, dont les quantités sont mesurées en hu (觳). Puisqu’un hu de grain non décortiqué vaut 100 pièces d’or et un hu de grain décortiqué vaut 160 pièces, le ratio de conversion du grain non décortiqué vers le grain décortiqué est de 10 pour 6. Les plus hauts responsables dans les administrations centrales gagnent un salaire de 10 000 dan. Les fonctionnaires qui surveillent les neuf ministères spécialisés ont le grade "Entièrement 2 000 dan", tandis que le magistrat d’un comté gagne 600 dan. Occasionnellement, les empereurs offrent aux hauts fonctionnaires des luxueux cadeaux comprenant du vin, des denrées alimentaires et des vêtements en soie. Ces dons, dans certains cas très généreux, peuvent avoir une valeur correspondant à la moitié du salaire annuel de celui qui les reçoit. Les fonctionnaires âgés quittent souvent leur poste et touchent alors une pension.
Le tableau ci-dessous liste les salaires versés aux fonctionnaires sous les Han, du plus au moins élevé. Ces salaires sont exprimés en espèces, en grains non décortiqués et en grains décortiqués :
| Liste des salaires en l'an 106                        | Liste des salaires en l'an 106                              | Liste des salaires en l'an 106                          | Liste des salaires en l'an 106                         |
| A. Rang (mesuré en dan)                               | B. Salaire mensuel en grains non décortiqués (mesuré en hu) | C. Salaire mensuel en pièces de monnaie (Unité de base) | D.Salaire mensuel en grains décortiqués (mesuré en hu) |
| ----------------------------------------------------- | ----------------------------------------------------------- | ------------------------------------------------------- | ------------------------------------------------------ |
| 10,000                                                | 350                                                         | 17,500                                                  | 105                                                    |
| Entièrement 2,000                                     | 180                                                         | 9,000                                                   | 54                                                     |
| 2,000                                                 | 120                                                         | 6,000                                                   | 36                                                     |
| L'équivalent de 2,000                                 | 100                                                         | 5,000                                                   | 30                                                     |
| 1,000                                                 | 90                                                          | 4,500                                                   | 27                                                     |
| L'équivalent de 1,000                                 | 80                                                          | 4,000                                                   | 24                                                     |
| 600                                                   | 70                                                          | 3,500                                                   | 21                                                     |
| L'équivalent de 600                                   | 60                                                          | 3,000                                                   | 18                                                     |
| 400                                                   | 50                                                          | 2,500                                                   | 15                                                     |
| L'équivalent de 400                                   | 45                                                          | 2,250                                                   | 13.5                                                   |
| 300                                                   | 40                                                          | 2,000                                                   | 12                                                     |
| L'équivalent de 300                                   | 37                                                          | 1,850                                                   | 11.1                                                   |
| 200                                                   | 30                                                          | 1,500                                                   | 9                                                      |
| L'équivalent de 200                                   | 27                                                          | 1,350                                                   | 8.1                                                    |
| 100                                                   | 16                                                          | 800                                                     | 4.8                                                    |
| L'équivalent de 100                                   | N/A                                                         | N/A                                                     | N/A                                                    |
| Fonctionnaires dont les salaires sont exprimés en Dou | 11                                                          | 550                                                     | 3.3                                                    |
| Assistant-commis                                      | 8                                                           | 400                                                     | 2.4                                                    |

## Gouvernement central

### L'Empereur

#### Un modèle impérial hérité des Qin

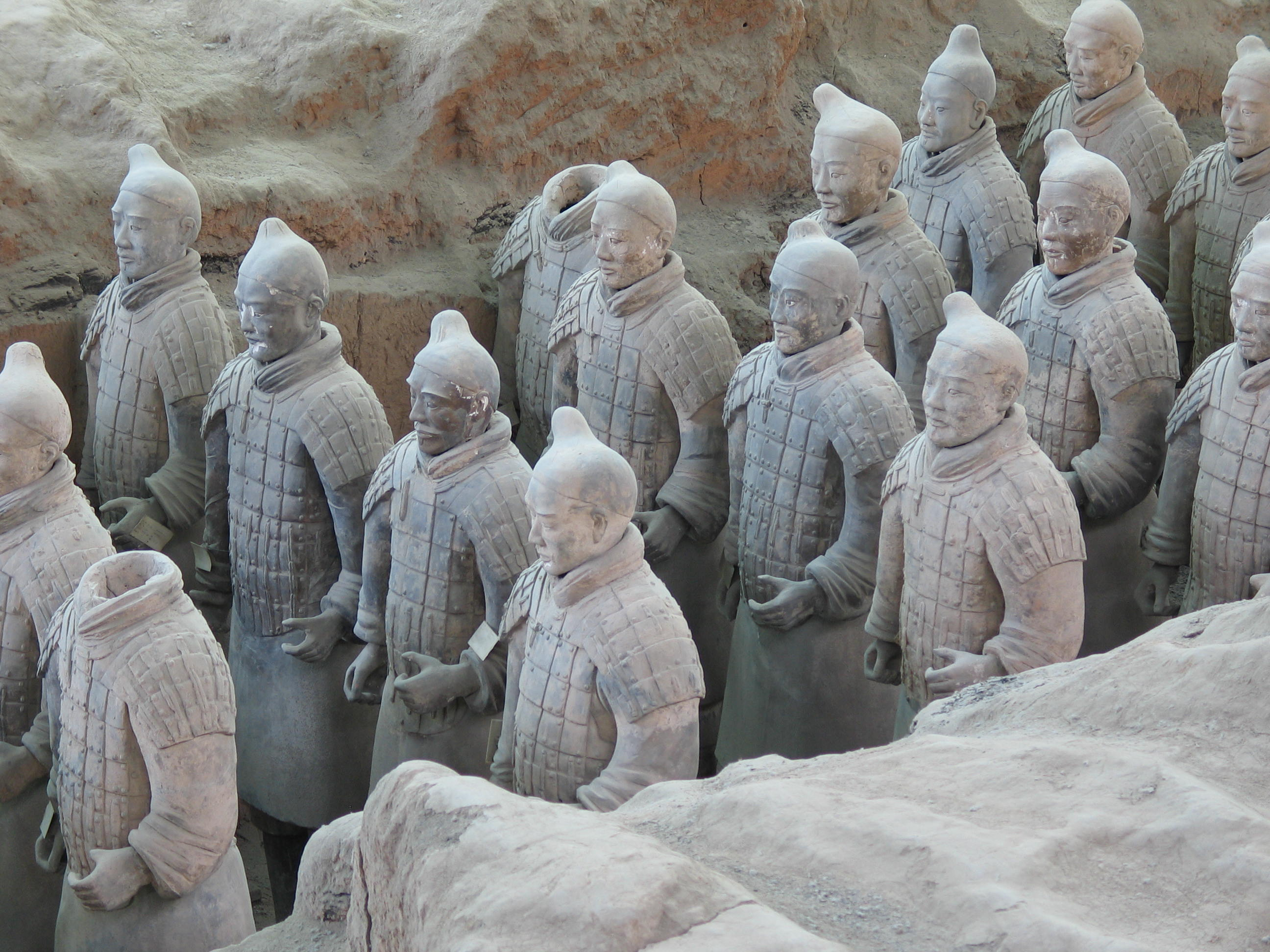
L'armée de terre cuite, créée pour garder le mausolée de Qin Shi Huang, le fondateur de la dynastie Qin

C'est Qin Shi Huang, le fondateur de la dynastie Qin, qui crée le titre d'empereur et pose les bases du système de gouvernement impérial chinois après avoir unifié la Chine en 221 av. J.-C.; ce qui met fin à la période des royaumes combattants, où la Chine est divisée entre plusieurs royaumes perpétuellement en guerre les uns contre les autres.
Cette période correspond à la dernière partie du règne de la dynastie Zhou (1050 - 256 av. J.-C.), qui dirigeait la Chine d'une manière très décentralisée. Les Zhou étaient des rois, et non des empereurs, auxquels les autres rois avaient fait allégeance et juré obéissance. Ce système avait bien fonctionné tant que les Zhou avaient les moyens de faire taire les rois qui leur désobéissaient, mais à la fin, ils avaient perdu tout pouvoir réel et l’allégeance des autres rois n'était plus qu'une façade. De plus, même au somment de leur puissance, les Zhou n'ont jamais eu autant de pouvoirs que les empereurs des dynasties qui vont leur succéder.
Refusant de tomber dans les mêmes travers que les Zhou, Qin Shi Huang met en place un système se voulant centralisé et centré autour de la personne de l'Empereur. Tout s'effondre avec la chute de la dynastie Qin en 206 av. J.-C.; mais après sa victoire durant la guerre Chu-Han, Liu Bang, le Roi de Han, rétablit l'empire en fondant la dynastie Han, dont il devient le premier empereur sous le nom de Han Gaozu.
Le système impérial des Han emprunte une grande partie de ses bases à celui mis en place par les Qin. Ainsi, Xiao He, le chancelier de Gaozu, reprend la plus grande partie du code des Qin pour créer le tout nouveau code des Han. Par contre, le pouvoir central établi par Gaozu ne contrôle directement qu'un tiers de l'empire, le reste du territoire étant contrôlé par des rois bénéficiant d'une grande autonomie. Ce système s'éloigne grandement de celui voulu par les Qin, où l'empereur se doit d'avoir l'intégralité du territoire de la Chine sous son contrôle direct. Ce n'est que plus tard, après une série de réformes et de guerres, que ces royaumes perdent leurs pouvoirs et leurs autonomies. Les empereurs Han bénéficient alors d'un contrôle direct et absolu de l'empire, tout comme Qin Shi Huang avant eux.
Le renforcement graduel du pouvoir central au profit des Han peut se mesurer au travers de leur politique monétaire. Alors que les Qin avaient établi un système de monnaie unique pour tout leur empire, les premiers Han occidentaux hésitent entre l'autorisation et l'interdiction de la frappe de divers types de monnaies par des entreprises privées, les commanderies et les différents royaumes semi-autonomes. Il faut attendre l'an 113 av. J.-C. pour que la cour des Han se décide à faire de la frappe des pièces de monnaie une monopole d'État et établisse à nouveau un système de monnaie unique pour tout l'empire.

#### Rôles, droits et responsabilités
L’empereur bénéficie du statut social le plus élevé de tout l'empire. Il est à la tête de l’administration gouvernementale et son pouvoir est pratiquement absolu, bien que les fonctionnaires, qui représentent les intérêts divergents des différents organes, scrutent toutes ses décisions. En théorie, le Grand Commandant est le commandant en chef des forces armées de l'empire, mais en pratique, c'est l’Empereur qui tient ce rôle. C'est également lui qui nomme les fonctionnaires de l’administration centrale dont le salaire/rang est de 600 dan ou plus. L’Empereur désigne aussi les représentants du gouvernement dans les provinces, les commanderies et les comtés. Ceux qui entrent dans la fonction publique sont soit des personnes choisies sur recommandation des grandes familles locales des diverses commanderies, soit des proches des familles de hauts fonctionnaires, soit des étudiants diplômés de l’Université impériale. Cette institution est établie en 124 av. J.-C. et dispense un enseignement basé sur le confucianisme à ceux qui entrent dans la fonction publique.
En théorie, l'empereur est le seul à pouvoir modifier les différentes lois du code des Han et à pouvoir en créer de nouvelles par le biais d'édits impériaux (zhao 詔) et de décrets (ling 令). En pratique, il valide souvent les décisions et les réformes que lui propose son ministre de la justice, le Commandant de la Justice (廷尉). L'empereur est également le juge suprême du système judiciaire Han. Ce système suit une hiérarchie stricte : lorsqu'une infraction a lieu, le procès a lieu au niveau du Xian où elle est commise. Si l'administration du Xian n'arrive pas à régler le cas, ou se juge incompétente en la matière, on passe au niveau de la Commanderie. Si la situation reste bloquée, on fait appel au Commandant de la Justice et si jamais ce dernier n'arrive pas à régler ce problème, c'est à l'empereur qu'il revient de juger ce cas. Il peut également casser n'importe quel jugement et rejuger lui-même le cas.
L'empereur peut déléguer de manière temporaire son rôle de juge suprême à n’importe quel fonctionnaire, qu'il désigne en cas d’urgence ou dans les contrées lointaines de l'empire où le gouvernement central a peu d’influence. Pour représenter cette délégation, le fonctionnaire reçoit un sceptre spécifique, connu sous le nom de Jiezhang (節杖). Ce Jiezhang mesure environ 2 m de haut, est décoré avec des rubans et est souvent accordé à un fonctionnaire pour qu'il puisse accomplir une tâche spécifique. Le fonctionnaire ainsi promu peut agir au nom de l’empereur comme ambassadeur dans un pays étranger, nommer des civils dans l'administration ou promouvoir immédiatement un officier militaire pour récompenser ses mérites sur le champ de bataille. En outre, le Jiezhang donne à son porteur le pouvoir de punir immédiatement les criminels et les rebelles politiques en les exécutant, sans avoir à en demander la permission à la Cour.
Sous la dynastie Qin, la légitimité du premier empereur vient de sa capacité à conquérir d’autres royaumes et d'autres territoires. Toutefois, au moment du règne de Wang Mang (r. 9-23), c'est le mandat du Ciel qui est considéré comme étant la seule source légitime de l’autorité impériale. Ce concept est né pendant la dynastie Zhou, pour légitimer le pouvoir de cette dernière. La Cour des Qin faisait des sacrifices et adorait quatre divinités principales, auxquelles l'empereur Han Gaozu ajoute en 205 av. J.-C. une cinquième divinité, en référence aux cinq empereurs (Wudi 五帝). Plus tard, l'empereur Han Chengdi (51 av. J.-C.- 7 av. J.-C.) annule le culte d’État des cinq divinités, au profit de cérémonies consacrées au ciel (Tian 天) et au Dieu suprême (Shangdi 上帝). C'est ce dernier qui accorde le mandat du ciel aux empereurs. Par ailleurs, à partir du règne de l’empereur Han Wudi (r. 141-87 av. J.-C.), la cour des Han fait sienne les thèses du philosophe et érudit Dong Zhongshu (179 – 104 av. J.-C.), qui considère que le règne terrestre d'une dynastie est lié aux cycles cosmologiques de l’univers. On attend de L’empereur qu'il agisse en suivant les rituels appropriés ainsi que certaines règles d’éthique et de morale, de peur que le courroux du ciel ne mettre fin à son règne. Il est devenu le plus haut prêtre sur la terre, et en effectuant certains rites et rituels religieux, il agit comme un lien sacré entre le Ciel et la Terre.

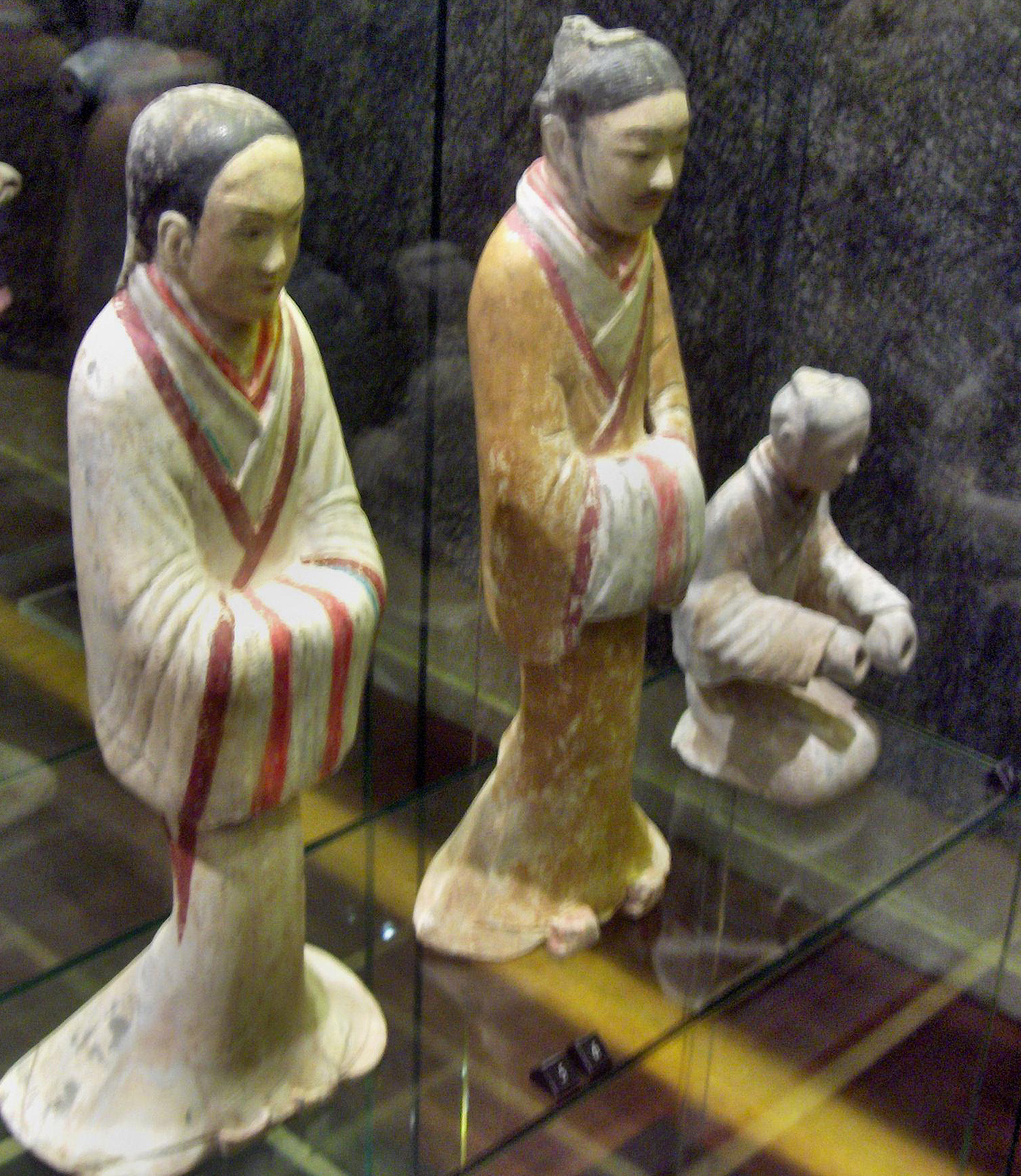
Figurines en céramique datant de l’époque des Han occidentaux, représentant une servante et un conseiller vêtus de robes en soie.

#### Conférences de la Cour
Même si l’empereur a le pouvoir suprême au sein de l'empire, il prend le plus souvent l’avis de son cabinet et des autres ministres avant de prendre des décisions ou d'annuler celles qui ont été prises précédemment. Il rassemble souvent des officiels pour tenir des débats ou des discussions sur la politique à suivre. Ces réunions sont ce que l'on appelle des conférences de la Cour (tingyi 廷議). Le champ des questions débattues lors de ces réunions est très vaste. Cela inclut le couronnement des nouveaux empereurs, l’inféodation des nobles à l'État central, la mise en place de nouveaux temples ancestraux, les réformes de la religion d’État ou du système monétaire, la gestion des monopoles publics sur le sel et le fer, l’introduction de nouvelles lois ou de l’abrogation des anciennes, les poursuites judiciaires complexes, déclarer ou non la guerre à un pays étranger ou bien accepter de mener des négociations pacifiques. Même si l’empereur peut rejeter les décisions rendues par les Conférences de Cour, il le fait au risque de s’aliéner ses principaux ministres. Le plus souvent, il est contraint d’accepter les décisions qui font le consensus auprès de la majorité de ses ministres, dont chaque opinion individuelle compte, sans tenir compte de leur position sociale ou de leur salaire/rang.

### Impératrice douairière
Lorsque l'empereur décède sans avoir désigné officiellement son successeur, c'est sa femme, l'Impératrice douairière, qui a le droit de choisir un des enfants en vie de son défunt époux ou un des membres de la famille proche de ce dernier, pour en faire le nouvel empereur. La plupart des empereurs choisis de cette façon sont des mineurs, dont l'impératrice douairière devient la régente, ce qui fait d'elle la cheffe du gouvernement. Un proche parent de sexe masculin du nouvel empereur, en général son frère ou son père suivant la situation, prend le contrôle du Secrétariat Impérial. La plupart du temps, même quand l'empereur atteint sa majorité et peut régner directement, il cherche souvent les conseils et l'approbation de l'impératrice douairière pour chacune de ses actions politiques, sachant que cette dernière peut invalider les décisions de l'empereur et les remplacer par les siennes. Durant tout son "règne", l'impératrice douairière est sous la protection du Commandant de la Garde (衛尉). Et si jamais le clan consort, la faction de la douairière, vient à perdre le pouvoir, c'est également le Commandant de la Garde qui a la charge d'assigner à résidence cette dernière.

### Grand Tuteur

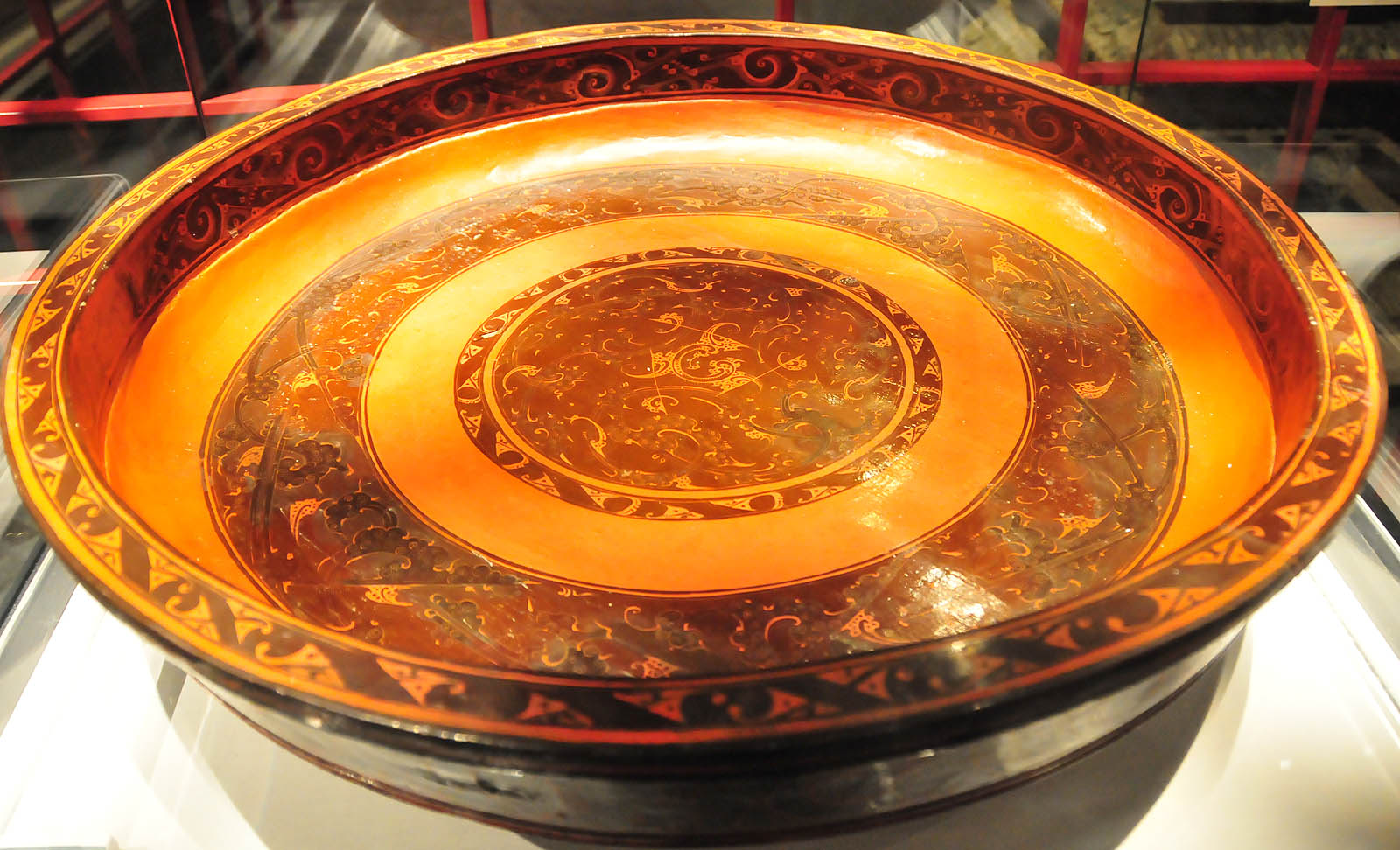
Un plateau laqué rouge et noir datant des Han. Les objets en laque sont des objets de luxe assez communs, qui ornent les tables des riches, ainsi que celle de l'Empereur. Ils sont fabriqués dans les ateliers gouvernementaux, qui sont sous la responsabilité du Ministre Intendant (少府), un des Neuf Ministères.

Le poste de Grand tuteur (Taifu 太傅) représente le rang social le plus haut de l'empire, juste en dessous de celui de l’empereur. Malgré cela, il n’est pas occupé régulièrement, car ce rôle est plus considéré comme un honneur que comme un poste permanent. Sous les Han occidentaux, un Grand tuteur est supposé être nommé au début du règne de chaque empereur et ne pas être remplacé avant la mort dudit empereur. En réalité, seulement quatre Grands tuteurs sont nommés entre l'an 202 av. J.-C. et l'an 6. Par contre, sous les Han orientaux, un nouveau Grand tuteur est effectivement nommé au début du règne de chaque empereur, sauf pour l’empereur Han Huandi (r. 146-168). En effet, au début de son règne, le Grand tuteur de son prédécesseur, l'empereur Han Zidi, est toujours en vie et il devient donc le Grand tuteur du nouvel empereur. Le Salaire/grade du Grand tuteur n'est pas spécifié dans les sources littéraires, même s’il est sûrement plus élevé que les 10 000 dans que touchent les principaux ministres. Officiellement, le Grand tuteur est chargé d'assister le jeune empereur en lui servant de guide moral et spirituel, mais il est probable que ce rôle n'a jamais été pris au sérieux ou même mis en œuvre par ceux qui ont occupé ce poste. En réalité, le poste de Grand Tuteur a souvent servi à bloquer délibérément la carrière d'une personne, pour l’empêcher d’obtenir un poste plus important, par exemple, devenir une des Trois Excellences. Enfin, ceux choisis pour ce poste sont souvent des hommes choisis à cause de leur âge avancé et non de leurs capacités, ce qui explique pourquoi la plupart du temps ils meurent rapidement après avoir été nommés.

### Les Trois Excellences

#### Les changements de titres au fil du temps
Les Excellences, ou gong, ce que l'on peut traduire littéralement par «ducs», sont les ministres les plus importants du gouvernement central et forment le cabinet gouvernemental pendant toute la dynastie Han. Pendant la plus grande partie de la période des Han Occidentaux, les Excellences sont le Chancelier (Chengxiang 丞相), le Conseiller Impérial (Yushi dafu 御史大夫) et le Grand Commandant (Taiwei 太尉). Le poste de Grand Commandant est attribué de manière irrégulière et finit par être renommé Grand Maréchal (Da sima 大司馬) en 119 av.J.C. En l'an 8, le poste de Conseiller Impérial est aboli et remplacé par celui de Grande Excellence des Travaux (da sikong 大司空) et en l'an 1, c'est celui de Chancelier qui disparaît à son tour, pour être remplacé par celui de Grande Excellence au Dessus des Masses (da situ 大司徒). Le 8 juin de l'an 51, un édit impérial supprime le préfixe "Grand" (大) des titres de l'Excellence des Travaux et de l'Excellence au Dessus des Masses et redonne au Grand Maréchal le titre de Grand Commandant. Après ces modifications, la titulature reste inchangée jusqu’à la fin de la période des Han Orientaux. Avant l'an 8 av.J.C, on ne connaît pas les chiffres exacts des salaires des Trois Excellences; par contre, on sait qu’après cette date leur salaire/rang est de 10.000 dan, auquel il faut rajouter divers cadeaux périodiques qui augmentent leurs revenus.

#### Chancelier

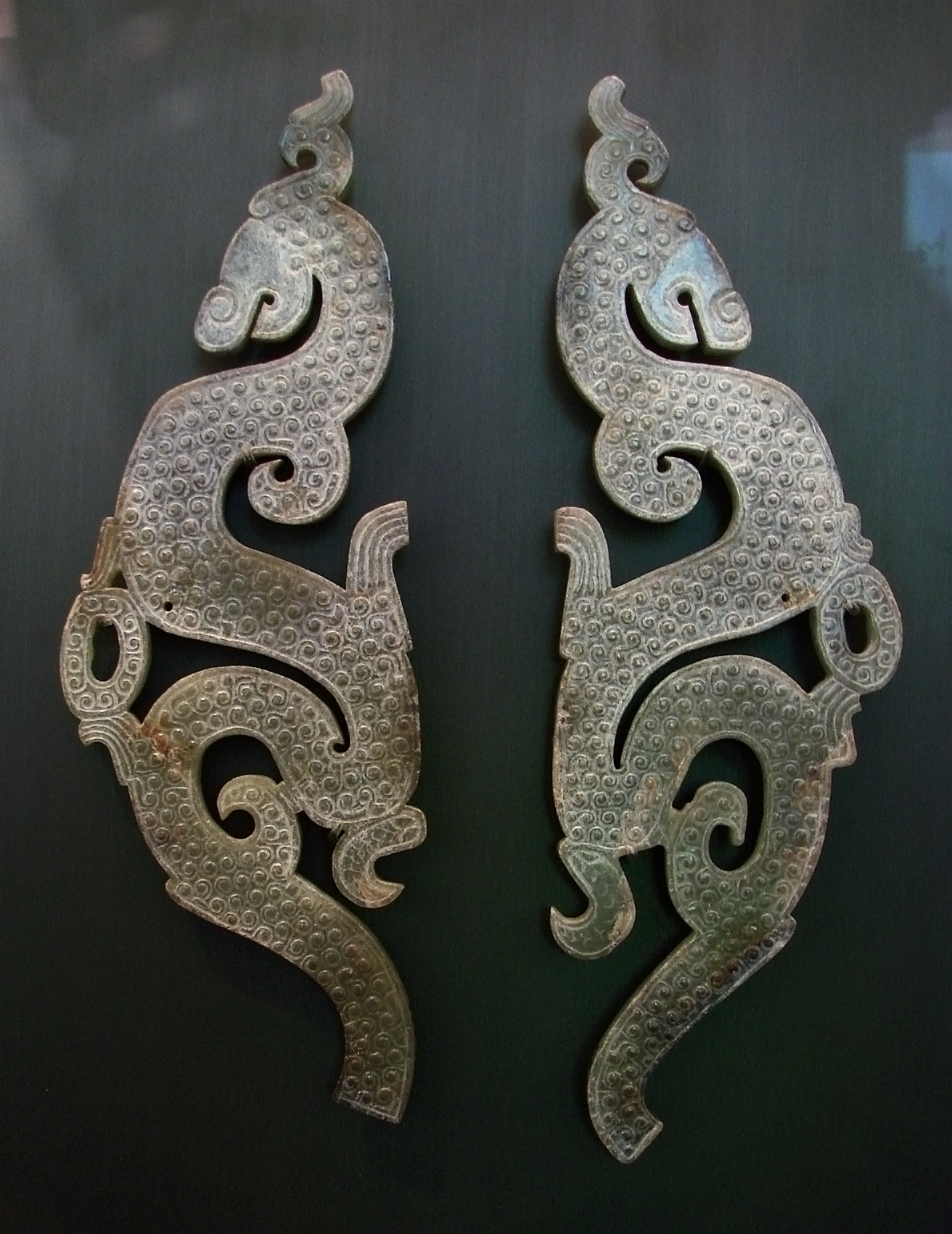
Pendentifs en jade sculpté en forme de dragons chinois,, époque de Han occidentaux

Sous les Han occidentaux, le chancelier est le chef des fonctionnaires civils. Entre l'an 196 et l'an 180 av. J.-C., les fonctions de la chancellerie sont divisées entre un chancelier de droite (右丞相) et un chancelier de gauche (左丞相). Après l'an 180 av. J.-C., le poste de chancelier de gauche est rarement occupé et lorsque c'est le cas, son titulaire n’a aucun pouvoir réel. Les chancelier des Han occidentaux supervisent les finances de l’État, la logistique pour les campagnes militaires, les registres des terres et de la population, les cartes des territoires de l’empire, les rapports annuels des provinces, les procès retentissants et élabore le budget du gouvernement. Le chancelier peut nommer directement les fonctionnaires dont le salaire/rang est de 600 dan ou moins et recommander des candidats à l’empereur pour le recrutement aux postes les plus élevés de l'administration centrale. Le chancelier est tenu pour responsable des actions des responsables qu'il a recommandés et/ou nommés; mais il peut aussi punir les fonctionnaires dont il juge le comportement inadéquat sans le consentement de l’empereur.
Chaque fois que l’empereur est absent d'une conférence de la Cour mais que l'on a besoin de son avis; il compte sur le chancelier pour l’orienter et l’informer de l’opinion majoritaire qui se dégage au sein de la conférence. Si les ministres présents sont divisés entre deux factions opposées de tailles à peu près égales; le chancelier doit écouter les positions des deux parties et compter le nombre exact des ministres qui ont soutenu chacune des deux opinions adverses.
Les écrivains du Palais (Zhongshu 中書) sont à l’origine des eunuques qui officient comme secrétaires du Palais (Zhongshu guan 中書官). Il en est ainsi jusqu'en l'an 29 av. J.-C., date à laquelle ils sont mis à la tête d'équipes formées de fonctionnaires, qui s'occupent des tâches de secrétariat. Ces eunuques usurpent une grande partie des pouvoirs du chancelier à la fin des Han occidentaux. Lorsque les Han orientaux restaurent la dynastie Han, ils suppriment le poste de chancelier et le remplacent par celui de Grande Excellence au Dessus des Masses. La situation change en l'an 208, lorsque Cao Cao (155-220 apr. J.-C.), peu après sa nomination comme Excellence au Dessus des Masses, rétablit le poste de Chancelier, tout en agissant comme le dirigeant de facto de la Cour de l’empereur Han Xiandi (r. 189-220). Il abolit également les postes de Grand Commandant et d'Excellence des Travaux et recrée celui de Conseiller Impérial.

#### Conseiller Impérial
Sous les Han occidentaux, le Conseiller Impérial, ou Grand Secrétaire, ou Secrétaire Impérial, est le poste officiel le plus élevé, juste derrière celui de Chancelier. Comme le chancelier, il exerce des pouvoirs de censure sur les fonctionnaires provinciaux qui lui envoient également des rapports annuels. Son premier devoir est de conduire des procédures disciplinaires contre les fonctionnaires, y compris ceux attachés à la chancellerie et au Palais impérial. Comme une de ses principales fonctions est d’empêcher les abus de pouvoir, ses compétences à l’égard de la bureaucratie ont tendance à chevaucher celles de du chancelier. Parmi ses subordonnés, on trouve les Greffiers Impériaux (Shiyushi 侍御史), qui sont dirigés par le Greffier Adjoint du Palais Impérial (kardoussi zhongcheng 禦史中丞). Ils sont souvent envoyés dans les provinces pour enquêter sur les éventuelles fautes commises par les responsables locaux.

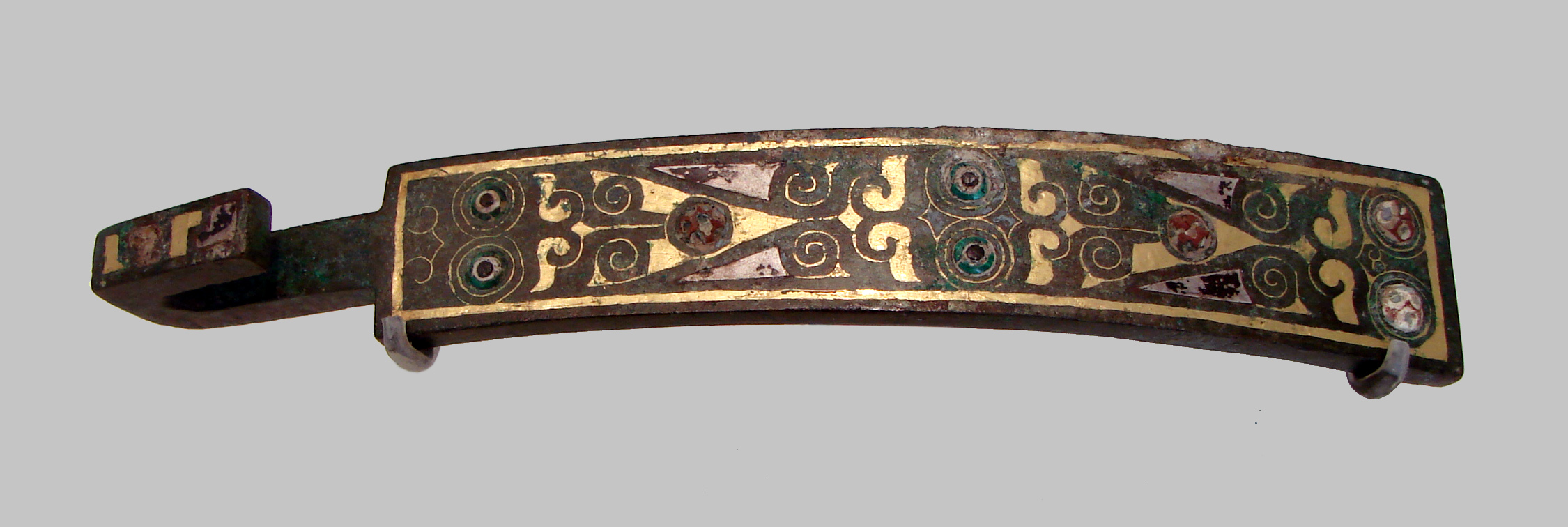
Une boucle de ceinture incrustée d’or et d’argent, datant de la fin de la période des Royaumes combattants (403-221 av. J.-C.) ou du début de la dynastie des Han occidentaux

Le Conseiller Impérial transmet et reçoit les édits impériaux de et vers la chancellerie, tout en présentant les mémoires pour le trône émanant des divers fonctionnaires. Sous les Han occidentaux, le bureau du Greffier adjoint du Palais Impérial est situé dans l’enceinte du palais. Ce Greffier Adjoint a le pouvoir d’enquêter sur les préposés et les eunuques du palais et de rejeter les mémoires mal écrits avant qu'ils soient soumis au Conseiller Impérial. Une fois cette étape franchie, les Maîtres de l’Écriture, qui sont sous les ordres du Ministre Intendant, traitent ces mémoires avant qu’ils soient envoyés au trône. Sous les Han orientaux, la proximité qui existe entre le Greffier adjoint du Palais Impérial et l’Empereur est telle qu'elle permet au Greffier de dépasser l’autorité de son supérieur nominal, l’Excellence des travaux. Par contre, il perd le pouvoir d’inspecter les autorités provinciales locales qu'il avait sous les Han occidentaux. Au début des Han orientaux, le Ministre Intendant devient le nouveau supérieur du Greffier adjoint du Palais Impérial; sachant que ce ministre est supervisé par le Conseiller Impérial et plus tard l'Excellence des Travaux. Le Greffier adjoint du Palais Impérial est également le responsable de la Bibliothèque impériale sous les Han occidentaux et au début des Han orientaux. Ce devoir est ensuite transféré à un subordonné du Ministre des Cérémonies en l'an 159.

#### Grand Commandant
Le Grand Commandant, ou Commandant en chef, est le général en chef des armées des Han occidentaux, mais ce poste est pourvu de manière irrégulière. Ainsi, pendant toute la période des Han occidentaux (206 av. J.-C. - 9), il n'y a un grand commandant en fonction que de 205 à 202 av. J.-C., puis de 196 à 195 av. J.-C., de 189 à 177 av. J.-C., de 154 à 150 av. J.-C. et en 140 av. J.-C.. Après l'an 119 av. J.-C., les généraux Wei Qing (??? - 106 av. J.-C.) et Huo Qubing (??? - 117 av. J.-C.) occupent simultanément ce poste, jusqu'à leurs morts respectives. Le poste est recréé en 87 av. J.-C., mais il devient une fonction politique et non militaire, lorsqu'il est offert à Huo Guang (??? - 68 av. J.-C.) en tant que régent. Le régent est dès lors considéré comme un des trois Excellences, même si, en théorie, il ne fait pas partie du cabinet.

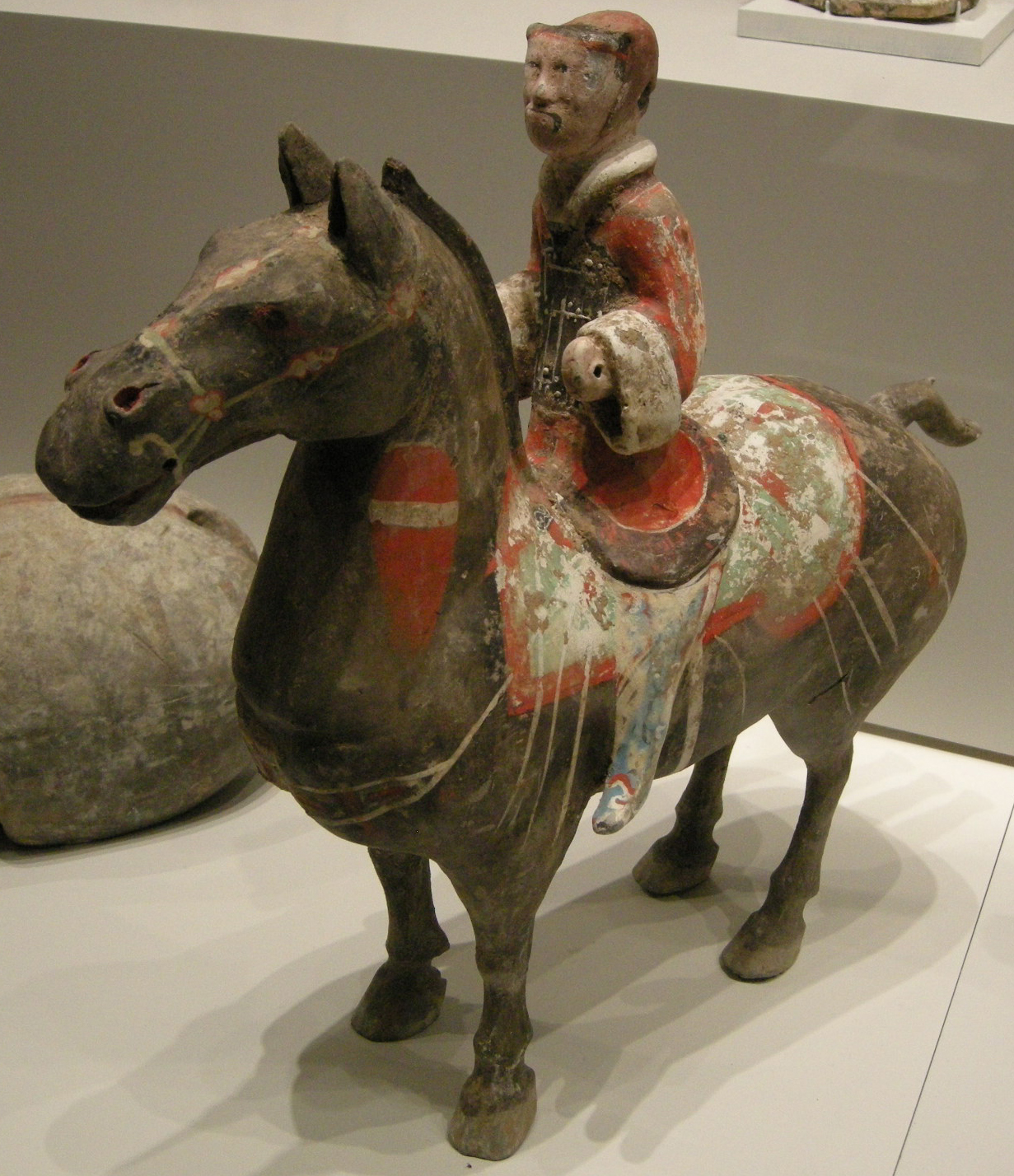
Figurine en céramique peinte, datant de l'époque des Han et représentant un cheval et son cavalier en armure et uniforme.

Le poste de Grand Commandant est transformé de manière significative sous les Han orientaux. Pendant la courte dynastie Xin (9 – 23), Wang Mang a séparé les postes de régent et de Grand Commandant, car il ne voulait pas un régent actif et puissant pour son régime. Les Han orientaux conservent cette séparation et le troisième Grand Commandant de cette période, qui est nommé en l'an 51, fait de son ministère militaire un ministère principalement civil. Même si sous les Han orientaux le Grand Commandant a le même salaire/rang que les autres Excellences, qui sont nominalement considérés comme étant ses égaux, il est de fait le plus haut fonctionnaire civil. Ainsi, son pouvoir de censure chevauche maintenant celui des deux autres Excellences, car il peut lui aussi enquêter sur les fonctionnaires dans les administrations centrales et locales, tout comme ses deux collègues. Et il a lui aussi un rôle consultatif auprès de l’empereur, sachant que les suggestions politiques émanant des trois Excellences peuvent être soumises indépendamment ou conjointement par les trois membres du cabinet. Ses divers bureaux gèrent les nominations, promotions et rétrogradations des fonctionnaires, les registres de la population et de l’agriculture, l’entretien des installations de transport, la poste, le courrier, le droit civil, le stockage des grains dans les grenier et les affaires militaires. Il a doit également superviser trois des Neuf Ministères : le Ministre des Cérémonies, le Superviseur des Préposés et le Commandant de la Garde.

#### Excellence au Dessus des Masses
L’Excellence au Dessus des Masses, également connu sous le nom de ministre au Dessus des Masses, partage les mêmes rôles de censure et de Conseil que les deux autres Excellences. À l'image du chancelier, qu'il remplace sous les Han orientaux, il doit avoir été chargé d’élaborer le budget annuel, même si les sources contemporaines ne mentionnent pas ce point. En dehors des Conférences de la Cour, c'est son ministère qui gère la Grande Conférence des hauts responsables de l’ensemble de l’empire. Les services de l'Excellence au Dessus des Masses sont logés dans les anciens bureaux du chancelier, qui sont presque identiques aux bureaux du Grand Commandant. Tout comme les deux autres Excellences, il supervise trois des neuf ministères : le Ministre des Serviteurs, le Ministre de la Justice et le Ministre Héraut.

#### Excellence des Travaux

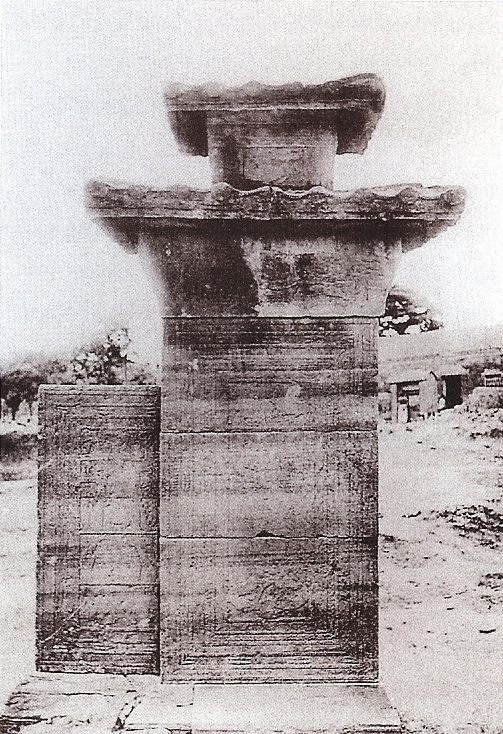
Photo d’un "pilier-porte" (que 闕) en pierre du IIe siècle, prise au début du XXe siècle sur le site du « sanctuaire de la famille Wu » dans le Shandong. Ce pilier date de la période des Han orientaux. Même si le ministre des travaux supervise des projets de construction dans tout l’empire, c'est l’architecte de la Cour qui s'occupe des projets de construction liés à la famille impériale ou à la fonction impériale.

L’Excellence des Travaux est également connu sous le nom de Ministre des Travaux. Ce poste est créé sous les Han orientaux et il est moins puissant que son prédécesseur, le Conseiller Impérial. Ce fonctionnaire partage les mêmes rôles de censure et de Conseil que les deux autres Excellences, formant avec eux un cabinet tripartite. À la différence de l'ancien Conseiller impérial, il est spécialisé dans la supervision des projets de travaux publics dans tout l’empire. L’Excellence des Travaux est le responsable de la construction des fortifications des villes, des villes nouvelles, des canaux, des fossés d’irrigation, des digues et barrages et autres projets d’ingénierie et de construction. L’architecte de la Cour ne s'occupe, lui, que de superviser les chantiers concernant l'empereur et la fonction impériale. L’Excellence des Travaux doit également produire chaque année un rapport au trône sur l’évolution des projets de construction des administrations locales. Enfin, comme ses deux collègues, il supervise trois des neuf ministères : le ministre du Clan impérial, le ministre des finances et le ministre intendant.

### Neuf Ministères
Les Neuf Ministères sont des ministères spécialisés, dirigés par des ministres qui ont un salaire/grade "entièrement 2 000" dan. Ils sont supervisés par les Trois Excellences, mais les ministres ne sont pas des subordonnés des membres du Cabinet. Habituellement, les Neuf Ministres participent aux conférences de la Cour avec les Trois Excellences.

#### Ministre des Cérémonies
Le Ministre des Cérémonies (Taichang 太常) , ou Grand maître des cérémonies, est le principal responsable des rites religieux, des rituels, des prières et de l’entretien des temples ancestraux et des autels. Le titre lié à ce poste est changé en Garant des cérémonies (Fengchang 奉常) de 195 à 144 av. J.-C., avant de revenir au titre initial après cette date. Même si sa principale préoccupation est de lier l’empereur avec le monde surnaturel et le ciel, il reçoit également la tâche de fixer des normes éducatives pour l’Université impériale, qui est créée en 124 av. J.-C., ainsi que pour les Chaires universitaires (Boshi 博士) qui sont spécialisées dans les cinq classiques, le canon du confucianisme.
Parmi les nombreux subordonnés du Ministre des Cérémonies, on trouve l'Astronome de la Cour (Taishi ling 太史令) ou Grand Préfet de l'Astrologie. Le rôle de ce dernier est de faire des observations astronomiques et de rédiger le calendrier luni-solaire annuel. L'Astronome de la Cour doit également valider un test de compétences linguistiques de 9 000 caractères que doivent passer les candidats qui aspirent à devenir des fonctionnaires subalternes pour le Ministre Intendant ou le Greffier Adjoint du Palais Impérial. Ces candidats sont souvent des subordonnés des administrateurs des Commanderies, qui sont recommandés par leurs supérieurs. D’autres subordonnés du Ministre des Cérémonies ont pour tâche de signaler les actes illégaux commis dans les temples ancestraux, préparer les offrandes sacrificielles de nourriture et de vin dans les sanctuaires et les temples et préparer la musique et les danses qui accompagnent les diverses cérémonies.

#### Ministre de la Maison
Le Ministre de la Maison (Guangluxun 光祿勳), ou Surintendant de la Maison, ou Superviseur des Préposés, porte jusqu'en 104 av. J.-C. le titre de Préfet des Messieurs du Palais (Lang zhongling 郎中令) 104 av. J.-C. Il est le responsable de la sécurité de l’empereur dans l’enceinte du palais, les parcs impériaux externes, et partout où l’empereur fait une sortie en char. Cependant, pour s'assurer que l’entière sécurité de l’empereur ne dépend pas d'une seule personne, les subordonnés du Ministre des Garde ont le droit de patrouiller aux entrées du palais et devant ses murs, tandis que les eunuques gardent le harem et les appartements privés de l’empereur. Trois des cinq corps de cadets commandés par le ministre de la Maison sont composés de civils armés, qui sont des candidats à un poste officiel en période d’essai avant une nomination dans un bureau du gouvernement. Les deux autres corps sont composés de gardes du corps impériaux professionnels, qui ne sont jamais nommés à un poste civil. Les premiers sont souvent recommandés par les administrateurs des Commanderies comme étant des exemples de piété filiale et d'incorruptibilité (Xiaolian) ou bien des proches des hauts fonctionnaires des administrations centrales. Le Ministre de la Maison supervise des conseillers de Cour subalternes (Yi Lang 議郎/议郎) qui conseillent l’empereur et s'engagent dans les débats scientifiques. Ils sont autorisés à ouvertement critiquer l’empereur, à participer à des inspections provinciales et à diriger les cérémonies de deuil pour les rois et marquis récemment décédés, lors de l’intronisation de leurs successeurs. Les nonces (Yezhe 謁者), qui sont dirigés par le superviseur des nonces (Yezhe puye 謁者僕射), sont des subordonnés du ministre qui participent aux cérémonies de l’État, portent les condoléances aux familles au nom de l’empereur pour les fonctionnaires récemment décédés, inspectent les travaux publics et les camps militaires le long des frontières et agissent comme diplomates auprès des fiefs semi-autonomes et des peuples non Han situés le long des frontières.

#### Ministre des Gardes

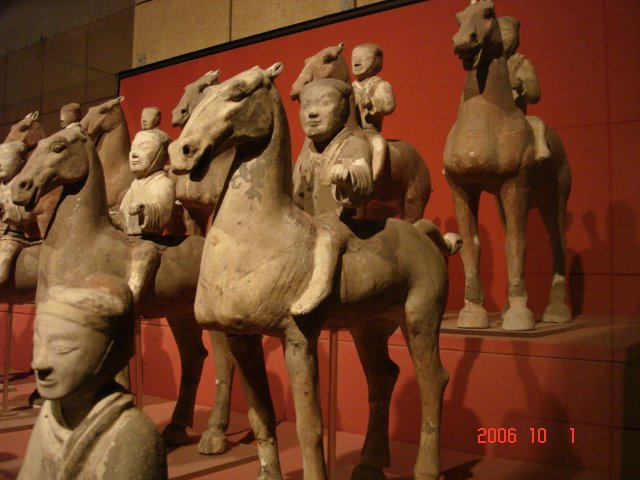
Figurines en céramique datant des Han occidentaux, représentant des cavaliers à cheval

Le Ministre des Gardes (Weiwei 衛尉), ou Commandant de la Garde, a vu son titre transformé brièvement en Préfet des Grands du Palais (Zhong da fuling 中大夫令) sous le règne de l’empereur Han Jingdi (r. 157-141 av. J.-C.), avant de retrouver sa précédente titulature. Ce ministre est le responsable de la sécurité et des patrouilles dans tous les palais impériaux. Les tâches dévolues à ce ministère sont menées à bien par des préfets, dont l’un a la charge de contrôler les portes où passent les candidats pour un poste officiel qui ont été reçus et les fonctionnaires qui envoient des mémoires pour le trône. Pour contrôler et surveiller les allées et venues à travers les portes du palais, les préfets utilisent un système de passeport complexe impliquant des jetons en bois et en métal. En cas d’urgence, les jetons sont tous repris et personne n'est autorisé à entrer, sauf à enfoncer les portes de force. Les gardes sont des paysans conscrits qui servent comme soldats pendant un an et sont conviés à participer à une fête organisée par l’empereur juste avant leur démobilisation.

#### Ministre des Serviteurs
Le Ministre des Serviteurs (Taipu 太僕), ou Grand Serviteur, est responsable de l’entretien des écuries impériales, des chevaux, des carrosses et des remises où ils sont stockés, pour le compte de l’empereur et de ses proches. Il gère aussi la fourniture de chevaux pour les forces armées, ce qui implique la supervision des grandes aires de reproduction des pâturages des frontières, qui sont surveillés par des dizaines de milliers d'esclaves d'État. Sous le règne de l’empereur Han Wudi (r. 141-87 av. J.-C.), on arrive à total de 300 000 chevaux destinés aux campagnes militaires contre les nomades Xiongnu. Certains des subordonnés du Ministre des Serviteurs gèrent les écuries situées en dehors de la capitale. Ces écuries abritent des chevaux de Ferghana qui ont été soit importés soit donnés à l'empereur comme tribut par les États d'Asie centrale.
Sous les Han orientaux, le préfet chargé de fabrication des arcs, arbalètes, épées et armures pour les militaires est transféré des services du Ministre Intendant à ceux du Ministre des Serviteurs, probablement à cause de l’influence de ce dernier sur le transport des armes.

#### Ministre de la Justice
Le ministre de la Justice (Tingwei 廷尉), ou Commandant de la Justice, est également appelé Grand juge (Dali 大理) entre 144 et 137 av. J.-C. et de nouveau entre l'an 1 av. J.-C. et l'an 25. Ce ministre à la responsabilité de faire respecter, appliquer et interpréter la Loi. Dans ce rôle, seul l’empereur, en tant que juge suprême, est au-dessus de ce ministre. Le ministre de la Justice est le juge civil suprême, pour tous les cas déférés à la capitale depuis les tribunaux des diverses juridictions provinciales. Cependant, ses pouvoirs judiciaires sont semblables à ceux du chancelier. Il peut émettre des recommandations visant à modifier le code Han ou à promulguer une amnistie générale pour ceux accusés de crimes. Son ministère est responsable de la gestion de la Prison impériale, où ont lieu les procès, et doit procéder aux exécutions. On ne sait pas s'il supervise également les 26 prisons qui existent à Chang'an sous les Han occidentaux et qui ont été construites pour enfermer les anciens fonctionnaires reconnus coupables par la justice. Ce qui est sûr, par contre, c'est que sous les Han orientaux, la Prison impériale de Luoyang est la seule prison gérée par le Ministre de la Justice.

#### Ministre Héraut

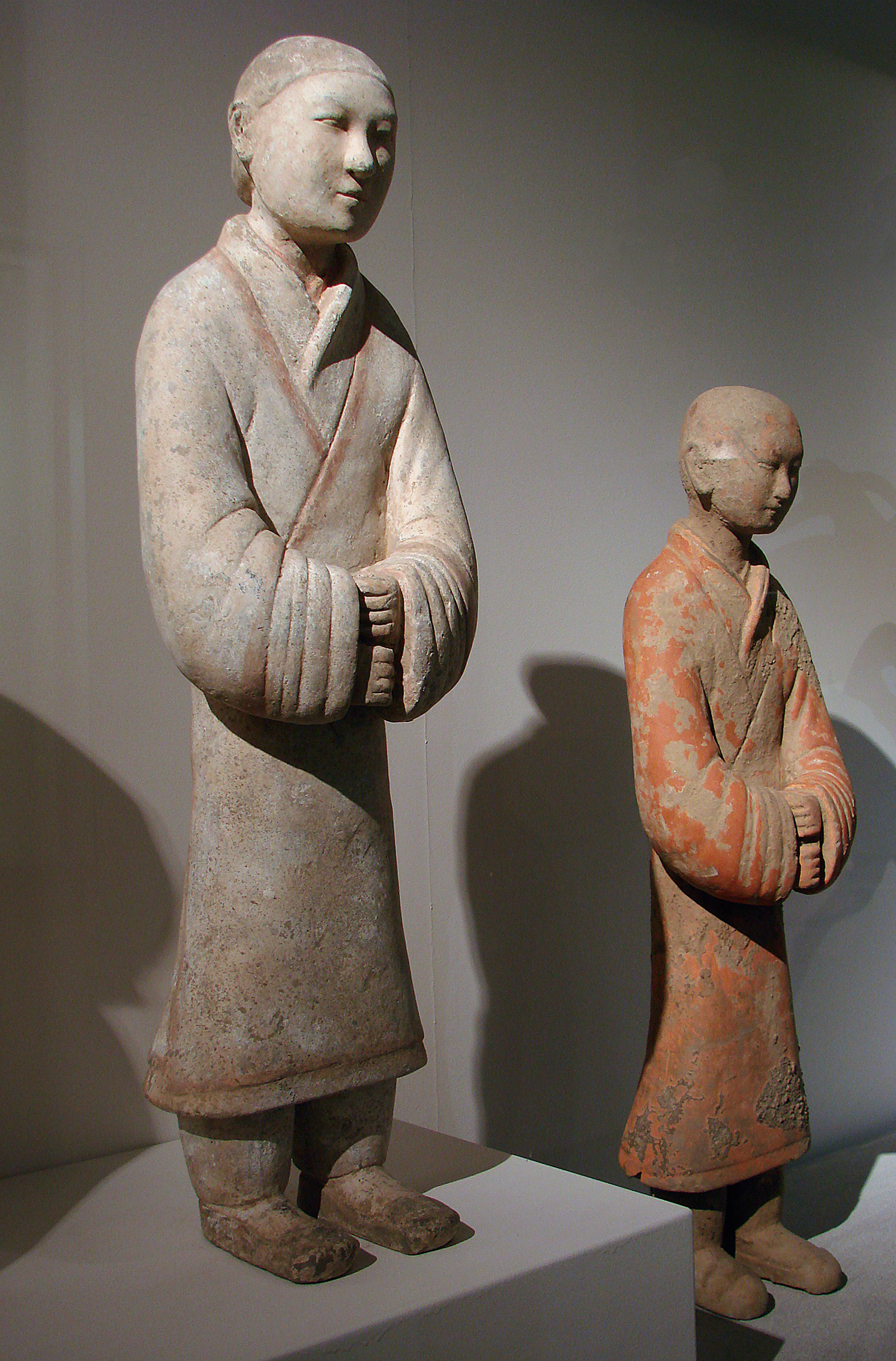
Figurines en céramique polychrome, datant des Han occidentaux et provenant du Shaanxi. Elles représentent deux serviteurs attendant leurs ordres.

Le Ministre Héraut (Dahonglu 大鴻臚), ou Grand Héraut, est également appelé Directeur des invités (Dianké 典客) entre 202 et 144 av. J-.C et Grand Préfet des Huissier (Daxingling 大行令) entre 144 et 104 av. J-.C. C'est lui qui a la charge de recevoir les invités de haut rang, tels que les nobles et les ambassadeurs étrangers, à la Cour impériale. Conjointement au ministre du Clan impérial, le ministre Héraut supervise l’héritage des titres et fiefs en portant les condoléances aux familles au nom de l’empereur lors des enterrements des rois et en fixant pour l'éternité les noms posthumes des rois et des marquis. C'est dans les bureaux de ce ministre qu'arrivent tous les rapports annuels des commanderies et royaumes, qui sont envoyés à la capitale au début de chaque année, avant qu'ils soient transmis aux Excellences. Ses subordonnés servent de guides et d'huissiers pour les fonctionnaires, les nobles et les délégations étrangères, lors des cérémonies impériales et des sacrifices. Un de ses subordonnés du ministre a pour rôle de maintenir en état des habitations dans les commanderies et les royaumes, pour l'usage des fonctionnaires qui se rendent à la capitale. Durant toute la dynastie Han, c'est le ministre Héraut qui s'occupe de recevoir de manière officielle les émissaires étrangers et de trouver des interprètes; mais ses pouvoirs en matière d’affaires étrangères sont élargis en 28 av. J.-C., lorsque le poste de Directeur des États Dépendants est aboli à son profit. Plus tard, sous les Han orientaux, il perd ses fonctions concernant les affaires des États dépendants, qui sont transférées aux administrations locales situées le long des frontières.

#### Ministre du Clan Impérial
Alors que huit des neuf ministres peuvent être d’origine roturière, le poste de ministre du Clan impérial (Zongzheng 宗正), ou Directeur du Clan Impérial, est toujours occupé par un membre de la famille impériale. Il supervise les relations avec la noblesse de l’empire et les membres éloignés de la famille impériale comme l’octroi de titres et de fiefs par la Cour impériale. C'est ce ministre qui gère l'enregistrement de tous les nobles dans un registre qui est mis à jour au début de chaque année. Lorsqu’une infraction grave est commise par un membre de la famille impériale, c'est le ministre du Clan impérial qui est le premier haut fonctionnaire à en être informé, avant même l’Empereur. Par contre, c'est l'empereur seul qui décide des suites à donner à cette infraction et des poursuites éventuelles. Ce sont les subordonnés du Ministre du Clan Impérial qui reçoivent les doléances des membres de la famille impériales et informent ces derniers des nouvelles ordonnances rédigées par la cour. À la différence des rois et des Marquis, qui ne sont pas responsables devant l'un des neuf ministres, les princesses impériales et leurs fiefs sont surveillés par le ministre du Clan impérial.

#### Ministre des Finances

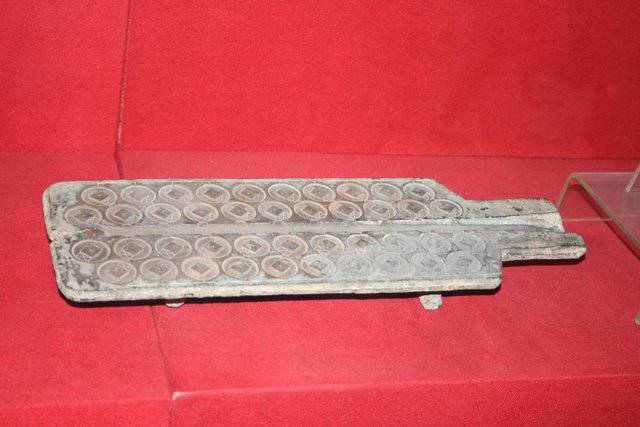
Moule en bronze datant de la dynastie Han et servant à fabriquer des pièces de monnaie wushu (五銖). Après l'an 115 av.J.-C., la frappe de monnaie est sous la responsabilité du Surintendant des voies navigables et des parcs. Sous les Han orientaux (25–220), c'est le ministre des Finances qui supervise la frappe.

Le ministre des Finances (Da mabigat 大司農), ou Grand Ministre de l’agriculture, porte le titre de Greffier de la Capitale pour le Grain (Zhisu neishi 治粟內史) jusqu'en 144 av. J.-C. Ce ministre est le trésorier du gouvernement central pour tout ce qui concerne la bureaucratie officielle et les forces armées. Alors que le chancelier élabore le budget de l’État, c'est le ministre des Finances qui est responsable du financement dudit budget. C'est lui qui s'occupe de recouvrir l'impôt par tête, qui est payé en espèces et la taxe foncière, qui est payée par le versement à l'État d'une partie des récoltes annuelles des paysans. Il est également chargé de fixer les normes pour toutes les unités de mesure. En plus de la collecte des taxes, le ministre des Finances a aussi le pouvoir de mettre en œuvre des politiques de contrôle des prix sur certains produits commerciaux.
Sous les Han occidentaux, les pouvoirs du ministre des Finances sont limités au Trésor public, le Ministre Intendant étant responsable de la fortune privée de l’empereur. La situation change sous les Han orientaux, où la gestion du Trésor public et celle de la fortune privée de l’empereur sont fusionnées et confiées exclusivement au ministre des Finances. Avec le temps cette décision se révélera être désastreuse, lorsque ce budget global est géré par des empereurs irresponsables, comme Han Lingdi (r. 168-189). Sous les Han occidentaux, c'est le ministre des Finances qui gère les monopoles d'État sur le sel et le fer, monopoles qui sont supprimés définitivement sous les Han orientaux et transférés aux administrations locales et aux entreprises privées. C'est également lui qui gère le bref monopole d'État sur les boissons alcoolisées; qui est instauré en 98 av. J.-C., avant d’être aboli en 81 av. J.-C. au profit de la production privée. Si sous les Han occidentaux c'est le Ministre Intendant, puis le Surintendant des Voies Navigables et des Parcs, qui supervise la frappe monétaire d'État, dont dépend la standardisation des pièces, sous les Han orientaux, c'est le Bureau du ministre des finances qui récupère cette responsabilité.

#### Ministre Intendant

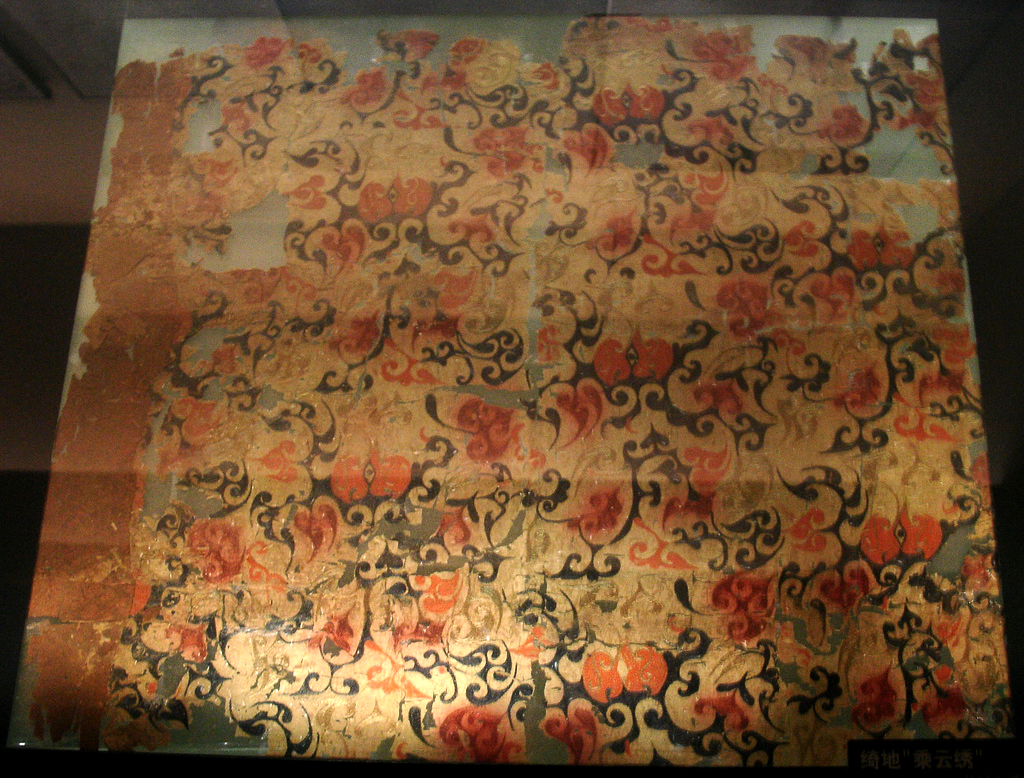
Tissus en soie provenant de la tombe no. 1 de Mawangdui,, Han occidentaux. C'est le Ministre Intendant qui gère les ateliers où sont fabriqués les vêtements de soie, les broderies et les rideaux pour l’empereur, la famille royale et les palais impériaux.

Le Ministre Intendant (Shaofu 少府), ou Trésorier Privé, ou encore Petit Trésorier, est au service exclusif de l’Empereur. Il doit s'assurer que ce dernier a toujours à sa disposition des divertissements et des amusements, une alimentation correcte, des vêtements, les soins médicaux nécessaires, des objets de valeur et tous les équipements nécessaires pour ce que l'Empereur décide de faire. C'est pour qu'il puisse remplir sa mission que sous les Han occidentaux, il est chargé de la gestion des finances personnelles de l’empereur. Cependant, il perd cette responsabilité au profit du ministre des Finances sous les Han orientaux. Bien qu'il ne soit pas lui-même un eunuque, plusieurs de ses subordonnés le sont depuis le moment où c'est son ministère qui prend en charge la gestion du harem impérial ou sont logées les concubines de l'Empereur. Ses secrétaires sont sous la direction du Préfet des Maîtres en Écriture (Shangshu ling 尚書令) et sont chargés de transmettre à l’empereur tous les messages qui lui sont écrits. Cela inclut la correspondance officielle avec les Excellences, les ministres de premier plan, les autorités provinciales, les gens ordinaires qui soumettent des mémoires au trône et les peuples non Han situés au sein et/ou en dehors de l’empire. Comme les Maîtres en Écriture ne sont pas des eunuques et ne sont donc pas admis dans le harem impérial, l'empereur Han Wudi crée un bureau de secrétaires du Palais intérieur composé uniquement d'eunuques. Ce bureau est aboli en 29 av. J.-C..
Le Ministre Intendant a plusieurs subordonnés, dont le Médecin de la Cour (Taiyi ling 太醫令), ou Grand Préfet Médecin, qui vérifie tous les matin l'état de la santé de l’empereur et l’accompagne lors de voyages de chasse impériaux. Il y a aussi l'Approvisionneur de la Cour (Taiguan ling 太官令), ou Grand Préfet Approvisionneur, qui est le responsable de la gestion de la cuisine, des cuisiniers et de la fourniture des diverses denrées alimentaires destinées à l’empereur. Il y a d’autres subordonnés qui gèrent les ateliers de tissage qui fournissent les vêtements de l’empereur, les ateliers qui produisent les biens, ustensiles et articles funéraires dont l’empereur a besoin et enfin les parcs impériaux et les jardins où l’empereur peut chasser et se distraire. Enfin, ce ministre gère le Bureau de la Musique (Yuefu 樂府) qui est chargé d'organiser des représentations musicales lors des cérémonies impériales et de divertir l’empereur avec des chansons populaires venant des quatre coins de l’empire. Ce bureau est dissout en 7 av. J.-C. et ses musiciens transférés au Ministre des Cérémonies.

### Personnel au service de l’héritier présomptif, de l'impératrice et des harems

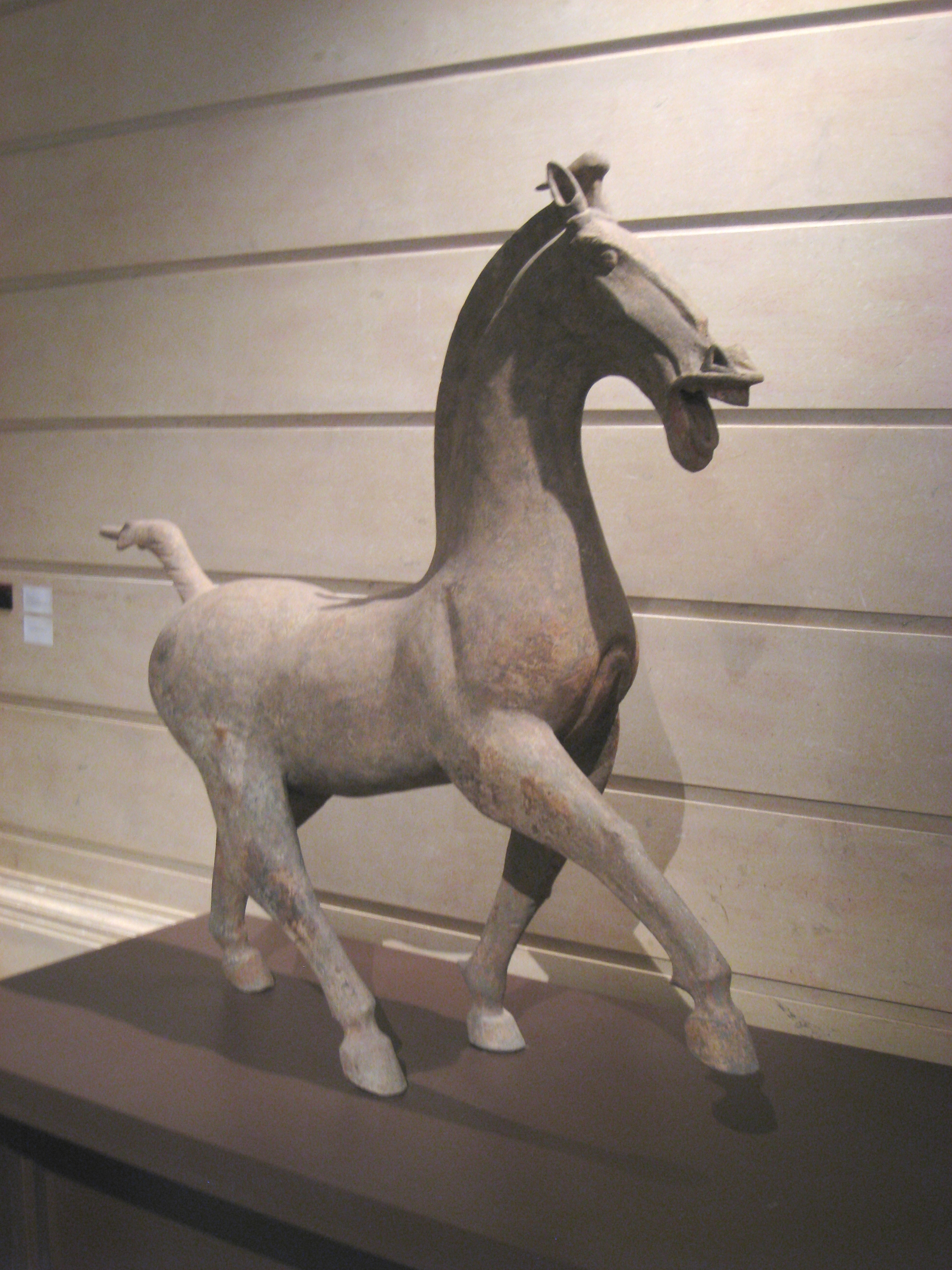
Statue en terre cuite datant de la dynastie Han, représentant un cheval cabré

Lorsqu’un membre de la famille Liu proche de l’empereur est désigné comme son héritier présomptif, il lui est fourni des appartements privés au sein du palais et du personnel qui reste attaché à sa personne, jusqu’à ce qu'il devienne Empereur à son tour. Sous les Han occidentaux, le personnel est divisé en deux groupes :
- le premier est dirigé par les éducateurs de l’héritier présomptif, qui sont le Grand Précepteur de l’Héritier Présomptif et le Petit Précepteur de l’Héritier Présomptif; tous les deux ont un salaire/rang de 2000 dan[132].
- le second est dirigé par le Superviseur de la Maison, qui a lui aussi un salaire/rang de 2000 dan[133].

Sous les Han orientaux, le Grand Précepteur de l’Héritier Présomptif perd son rôle administratif, mais reste le responsable en chef de l'éducation et passe au salaire/rang "entièrement 2,000" dan. Le Petit Précepteur de l’Héritier Présomptif reste un administrateur avec un salaire/rang de 2000 dan et le poste de Superviseur de la Maison est aboli. D’autres fonctions liées à l’héritier présomptif sous les Han occidentaux sont supprimées sous les Han orientaux, tels que le Chef de la Cuisine de l’Héritier Présomptif ou la Prison de la Maison de l’Héritier Présomptif. S'il atteint l’âge adulte, l’Héritier Présomptif peut être marié à une épouse principale, qui dirige un harem constitué des concubines de l'héritier.
L’impératrice, qui est l’épouse légitime de l’empereur, possède également dans le palais des appartements privés distincts de ceux de l’empereur, même si l’impératrice doit passer une nuit sur cinq avec l’empereur. Tout comme l'héritier Présomptif, L’impératrice a pour revenus les impôts et taxes de quarante comtés. Elle a également à son service un Superviseur de la Maison, qui a un salaire/rang de 2000 dan, et de nombreux autres subordonnés, eunuques mâles ou servantes, qui s'occupent de satisfaire à tous ses besoins. Les concubines du harem sont subordonnées à l’impératrice et sont classées en quatorze salaires/rangs, tous inférieurs à l'impératrice, sous le règne de l’empereur Han Yuandi (r. 49-33). Ainsi, la Brillante Compagne, qui est la concubine en chef, a le même salaire/rang que le chancelier, alors que la Beauté Favorite, le rang juste en dessous, a le même salaire/rang que l’un des neuf ministres. Le fondateur des Han orientaux abolit ces quatorze salaire/rangs et les remplace par trois rangs sans aucun salaire précis. Dès lors, au lieu d'un salaire fixe, les concubines reçoivent des cadeaux de manière irrégulière.

### Postes officiels des Capitales

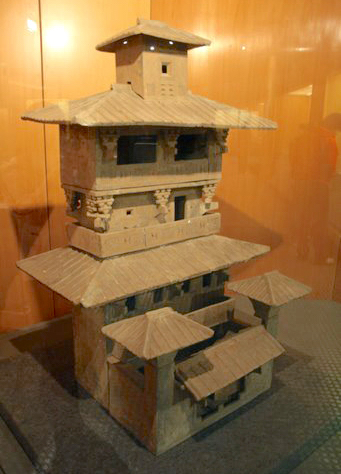
Modèle réduit en céramique trouvé dans une tombe de l'époque Han. Il représente une tour résidentielle de plusieurs étages avec au RDC la porte d'entrée et la cour, au 1er étage un balcon et des fenêtres. On distingue clairement des supports de type dougong

Les aires urbaines de Chang'an, la capitale des Han occidentaux et Luoyang, la capitale des Han orientaux, sont gouvernées et sécurisées par plusieurs hauts fonctionnaires et officiers. Les capitales sont divisées en comtés et en municipalités, qui sont régies par un préfet (Ling 令). Le préfet s'occupe également de la gestion d’une prison et peut arrêter les fonctionnaires de haut rang. Parmi ces hauts fonctionnaires, on trouve aussi le Colonel des Portes de la Ville (Chengmen xiaowei 城門校衛) qui commande les garnisons de douze portes de la ville. Chacune de ces portes est gardée par un capitaine, qui est le chef de la garnison de la porte. Ce dispositif existe aussi bien à Chang'an sous les Han occidentaux qu'à Luoyang, sous les Han orientaux.

#### Porteur de la Masse
Le Porteur de la Masse (Zhi jinwu 執金吾), ou Porteur de la Masse Dorée, porte le titre de Commandant de la Capitale (Zhongwei 中尉), jusqu'en l'an 104 av. J.-C. Ce fonctionnaire a pour tâche de maintenir l’ordre dans la capitale et ce aussi bien à Chang'an sous les Han occidentaux, qu'à Luoyang sous les Han orientaux. Les palais impériaux sont la seule partie de la ville à ne pas être sous sa juridiction. Sous les Han occidentaux, son salaire/rang est de "entièrement 2000" dan et son prestige est semblable à celui des neuf ministres. Sa situation change sous les Han orientaux, où son salaire/rang est réduit à "équivalent de 2 000" dan.
Alors que ses subordonnés sont constamment en train de patrouiller, le porteur de la masse n'inspecte personnellement la ville que trois fois par mois. [1] Il est responsable de l’arsenal militaire, mais aussi des secours d’urgence lors des inondations et des incendies. Sous les Han occidentaux, le porteur de la masse a à sa disposition de nombreux subordonnés, mais sous les Han orientaux, ces postes sont abolis ou transférés ailleurs. Parmi ces postes supprimés, on trouve le Capitaines des Porte-Drapeaux. Sous les Han occidentaux, son rôle est de s'assurer que les routes sont vides quand l’empereur quitte le palais et de faire hisser des drapeaux de certaines couleurs pour signaler son retour. Sous les Han orientaux, c'est à l’entourage de l’empereur qu'il revient de s’acquitter de ces tâches .

#### Architecte de la Cour

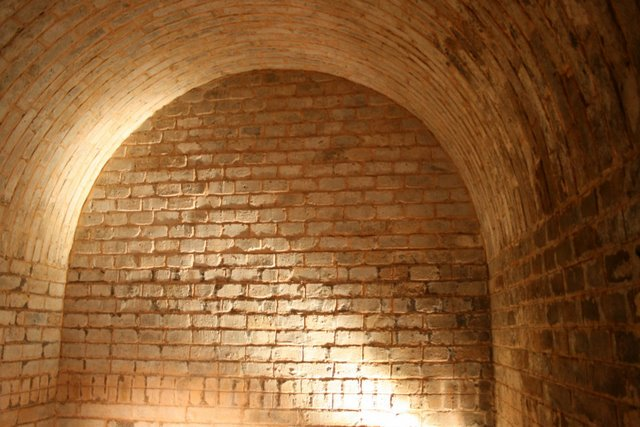
Chambre funéraire voûtée en briques, datant des Han orientaux et située à Luoyang

L'Architecte de la Cour (Jiangzuo dajiang 將作大匠) est chargé de la construction, de l’entretien et de la réparation des salles du Palais impérial, des bâtiments du gouvernement, des temples, des tombes, tumulus et autres bâtiments des parcs funéraires, des routes menant hors de la capitale et des travaux d'endiguement nécessaires pour lutter contre les inondations. Son salaire/rang est de 2000 dan Jusqu'en l'an 8 av. J.-C., c'est également lui qui supervise le travail des travailleurs qui effectuent leur période annuelle de corvées (gengzu 更卒). Âpres cette date, c'est l'Excellence des Travaux, dont le poste vient juste d’être créé qui récupère cette tâche. Les subordonnés de l'Architecte de la Cour sont responsables de la collecte du bois pour les charpentiers et des pierres pour les maçons qui travaillent sur ces chantiers. Même si ce poste existe depuis le début des Han orientaux, il a connu des vicissitudes tout au long de la dynastie Han. Ainsi, il est aboli en l'an 57 et ses fonctions sont transférées à un subordonné du Ministre de la Maison, avant d’être rétabli en l'an 76, au même salaire/rang qu'auparavant. Cependant, il perd un grand nombre de ses subordonnés dont les postes ont été abolis en même temps que le sien et qui ne sont pas recréés. Étant donné que la plupart des bâtiments sont construits en bois, avec des tuiles en céramique, ils nécessitent l'utilisation d'une main d'œuvre importante pour leur entretien courant ou pour être réparés. Ainsi, la restauration de l’Université impériale entreprise sous le règne de l’empereur Han Shundi (r. 125-144 AD) a nécessité l’emploi de 100 000 ouvriers pendant un an, sous la supervision de l’Architecte de la Cour.

#### Colonel Directeur des Vassaux
Le Colonel Directeur des Vassaux (Sili xiaowei 司隸校尉), ou Colonel de la Censure, ou Colonel Directeur des forçat-ouvriers, a commencé par porter le titre de Directeur des Vassaux (Sili 司隸). Sa tâche consiste alors à superviser les 1200 condamnés qui construisent des routes et des canaux. En l'an 91 av.J.C, éclate à Chang'an une rébellion infructueuse qui dure cinq jours. Elle est initiée par le Prince héritier Liu Ju et sa mère l'impératrice Wei Zifu, qui avaient été accusés de pratiquer la sorcellerie et la magie noire. Tous deux meurent dans l'écrasement de la révolte et à la suite de cet événement, l'empereur Han Wudi ajoute en 89 av. J.-C. le préfixe "Colonel" au titre de Directeur des Vassaux. Ce changement correspond à une promotion qui lui octroie un salaire/rang de 2000 dan et un Jiezhang qui lui permet d’arrêter et de punir ceux qui sont supposés pratiquer la sorcellerie.

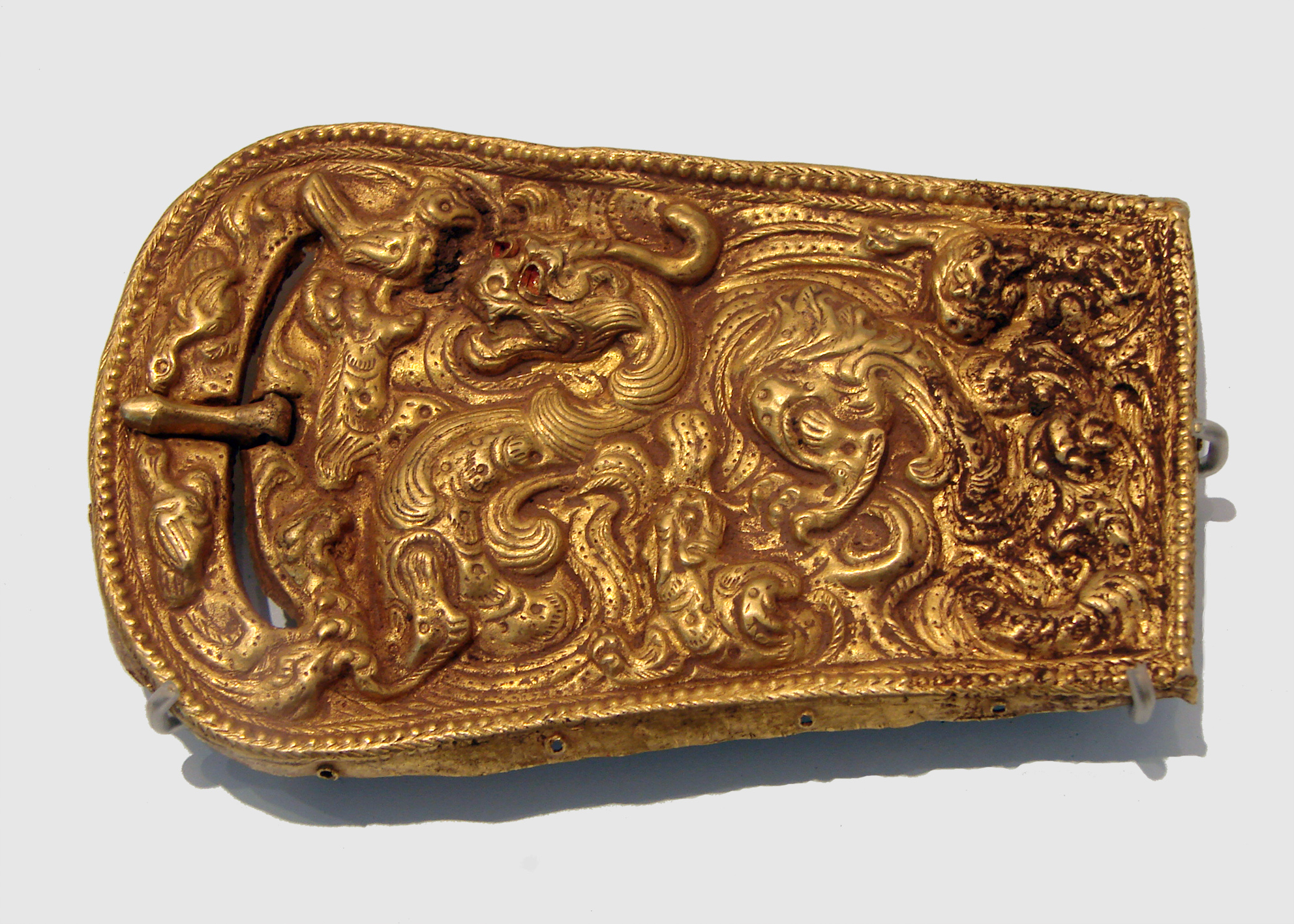
Boucle de ceinture en or, en métal martelé et ciselé. Elle date des Han Orientaux et est décorée avec des représentations d'animaux mythiques

Après la fin de cette crise, le Colonel Directeur conserve son Jiezhang, ce qui lui donne les mêmes pouvoirs d’enquêtes et de censure sur les membres de l'administration que le Chancelier et le Conseiller Impérial. Il vérifie régulièrement le comportement des agents de l'État dans la région de la capitale et les sept commanderies voisines. Ses pouvoirs d’enquête correspondent à ceux d’un inspecteur provincial, même si son Jiezhang le rend plus puissant que ce dernier. Le Colonel Directeur des Vassaux est un serviteur personnel de l’empereur, qui ne répond que devant lui, ce qui permet à l’empereur d'améliorer son contrôle sur la bureaucratie. Cela n’empêche pas le Colonel de perdre son Jiezhang en 45 av. J.-C., ce qui limite ses pouvoirs d’inspection, d’enquête et de mise en accusation. Finalement, seul son salaire/rang plus élevé le distingue d’un inspecteur provincial ordinaire. Le poste de Colonel Directeur des Vassaux est aboli en l'an 9 av. J.-C., avant d’être recréé en l'an 7 av. J.-C. comme simple Directeur des Vassaux. Il est alors un subordonné de l'Excellence des Travaux et sa tâche est à nouveau de superviser les condamnés qui construisent des routes et des canaux, comme son homologue du début des Han occidentaux. Sous les Han orientaux, le poste de Colonel Directeur des Vassaux est recréé, mais sans Jiezhang. Le nouveau Colonel Directeur a les pleins pouvoirs pour inspecter la région de la capitale, mais son salaire/rang passe de 2000 dan à "équivalent de 2000" dan.

#### Surintendant des Voies navigables et des Parcs

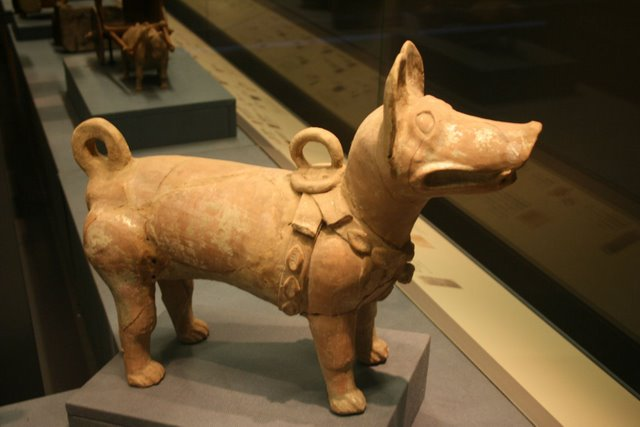
Poterie datant des Han occidentaux, représentant un chien avec un harnais pour y attacher une laisse. C'est un subordonné du Surintendant des Voies navigables qui supervise les soins donnés aux chiens de chasse qui participent aux chasses impériales où l'on chasse du gibier.

Le Surintendant des Voies navigables et des Parcs (Shuiheng duwei 水衡都尉), ou Commandant en Chef des Voies navigables et des Parcs, fait partie des subordonnés du Ministre Intendant, jusqu’en l'an 115 av. J.-C., date à laquelle lui et d'autres anciens subordonnés de ce ministère gagnent leur indépendance administrative. Son salaire/rang est de "équivalent de 2000" dan. Il doit gérer un grand parc réservé aux chasses impériales, qui est situé en dehors de Chang ' an; ce qui inclut les palais, les points de haltes, les greniers et les parcelles cultivées de fruits et légumes situées dans ce parc. Cette responsabilité est plus importante qu'il n'y parait, car ce sont ces fruits et légumes, accompagnés de la viande du gibier tué lors des parties de chasse, qui servent à nourrir l'empereur et les membres de sa maison. Il s'occupe également de collecter les taxes payées par les non-nobles qui utilisent les jardins du parc et transmet ces fonds au Ministre Intendant, qui gère les finances de l’empereur. Un des subordonnés du surintendant est chargé de surveiller les criminels qui ont été condamnés à s'occuper des chiens de chasse du parc.
En 115 av., les pouvoirs de frappe monétaire du gouvernement central sont transférés du Ministre Intendant au Surintendant des Voies navigables et des Parcs, puis en 113 av. J.-C., ce sont tous les ateliers de frappe des commanderies qui sont fermés. La frappe privée étant interdite depuis l'an 144 av. J.-C., l'atelier de frappe du Surintendant des Voies navigables et des Parcs, situé dans le parc impérial, est dès lors le seul à émettre de la monnaie dans tout l’empire. La situation change sous le règne de l'empereur Han Guang Wudi (r 25-57), le fondateur des Han orientaux, qui abolit le poste de Surintendant des Voies navigables et des Parcs. Ce poste n'est recréé qu'une fois par an, durant l'automne, le temps de procéder à un sacrifice rituel. La frappe de la monnaie impériale passe sous la responsabilité du ministre des Finances et la gestion du nouveau Parc Impérial situé en dehors de Luoyang, la nouvelle capitale des Han orientaux, est assurée par un préfet.

#### Directeur des États Dépendants
Le Directeur des États Dépendants (Dian shuguo 典屬國), qui a un salaire/rang de 2000 dan, est la personne responsable des ambassades avec les pays étrangers et les peuples nomades situés le long des frontières de l'empire Han. Le Directeur s'occupe également des échanges annuels d’otages, en général des princes étrangers, que la cour impériale a validés. Les États dépendants (Shuguo 屬國) apparaissent en 121 av. J.-C. et sont alors pour la plupart des tribus nomades non Han et des confédérations de peuples, qui ont capitulé après des négociations ou un conflit armé et qui acceptent la suzeraineté de Han. Ils servent de tampon entre le territoire des Han et celui de tribus hostiles, tels que les Xiongnu et permettent de maintenir des peuplades ennemies dans le désert d’Ordos. Le Directeur a pour subordonnés des Commandants (Duwei 都尉), ou Commandant en chef. Chaque Commandant est nommé par la Cour des Han et doit gouverner les populations non Han de l'État dépendant dans lequel il est nommé. Son salaire/rang est de "équivalent 2000" dan. Le poste de Directeur des États Dépendants est aboli en 28 av. J.-C. et les Commandants passent sous la responsabilité du Ministre Héraut. Le Directeur des États Dépendants n'a jamais eu sous sa responsabilité le Protectorat des Régions de l'Ouest, qui est créé en 60 av. J.-C. pour gérer les relations diplomatiques avec les cités-États des oasis du bassin du Tarim en Asie centrale.

## Autorités locales

### Découpage administratif
L’Empire Han est divisé en plusieurs entités administratives qui sont, par ordre décroissant, les provinces(zhou), les commanderies(jun) et les comtés (xian). Ce modèle de gestion de l’administration locale a été mis en place sous la dynastie Qin

Une province de l'empire Han est composée d’un groupe de commanderies, dont l'administration est soumise au contrôle et à l’inspection de fonctionnaires nommés par le pouvoir central. Ces fonctionnaires sont les inspecteurs (Cishi 刺史), un poste créé en 106 av. J.-C. avec un salaire/rang de 600 dan. Sous les Han occidentaux, ils sont supervisés par le Greffier Adjoint du Palais et sont des subordonnés du Conseiller Impérial. Sous les Han occidentaux, l'empire est divisé en treize provinces, auxquelles il faut rajouter la région de la capitale qui est gérée par le Colonel Directeur des Vassaux de 89 av. J.-C. à 9 av. J.-C.. Vers la fin des Han occidentaux, le poste d’inspecteur est transformé en gouverneur (Mu 牧), avec plus de pouvoirs et un salaire/rang qui augmente considérablement et passe à 2 000 dan. Entre l'an 5 et l'an 13, les gouverneurs redeviennent des inspecteurs, puis ils retrouvent leur rang de gouverneurs et passent sous la responsabilité des trois Excellences.

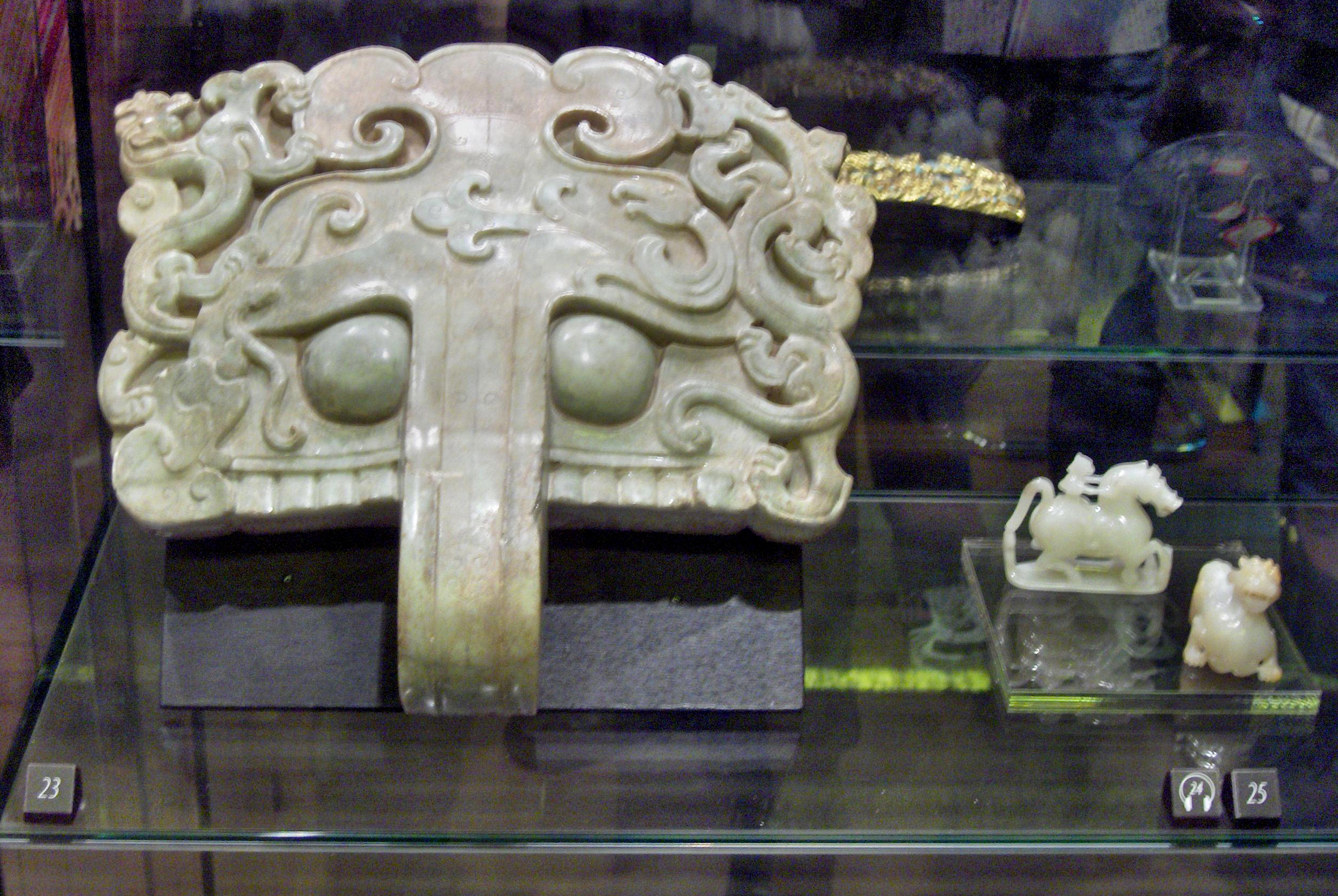
Un heurtoir de porte en jade, datant de la période des Han occidentaux, décoré de dragons chinois et accompagné de deux figurines en jade.

Au début des Han orientaux, ces derniers perdent le contrôle du désert d’Ordos, ce qui incite la Cour à réduire le nombre de provinces à douze, plus la région de la capitale, en l'an 35. À partir de ce moment, les inspecteurs/gouverneurs sont toujours nommés par le gouvernement central, mais ils font dorénavant partie des administrations locales, au sein desquelles ils recrutent leur personnel. En l'an 42, le titre de gouverneur est une fois de plus transformé en inspecteur, qui reste à la tête des autorités provinciales jusqu’en l'an 188. À cette date, l'empereur Han Lingdi rétablit le Bureau du gouverneur, sur une suggestion de son conseiller Liu Yan, mais certaines provinces sont toujours administrées par des inspecteurs. Cet arrangement reste en place jusqu'à la fin de la dynastie Han, en l'an 220. La différence essentielle entre ces deux postes est que l’inspecteur n’a aucun pouvoir exécutif, juste un rôle consultatif, alors qu’un gouverneur peut prendre des décisions en son propre nom. Il y a des exceptions à cette règle, car si des bandes de hors-la-loi ou des rébellions se manifestent simultanément dans plusieurs commanderies placées sous son autorité ; l’inspecteur est autorisé à lever des troupes dans tous les territoires dont il est responsable pour écraser bandits et mutins.
L’inspecteur et le gouverneur sont chargés d'inspecter l'administration locale des Commanderies et leur personnel, ainsi que les royaumes semi-autonomes et leurs gouvernements locaux. Ils doivent évaluer les fonctionnaires sur des critères de compétence, d'honnêteté, d'obéissance à la Cour impériale, de respect de la Loi, la manière dont ils traitent les détenus et rechercher tout signe d’extorsion de fonds et de népotisme. Sous les Han occidentaux, ces rapports sont soumis au Conseiller impérial, après avoir été vérifiés par le Greffier Adjoint du Palais Impérial. Par contre, sous les Han orientaux, ces rapports sont soumis à chacune des trois Excellences. Ces rapports servent ensuite à promouvoir, rétrograder, renvoyer ou poursuivre en justice les responsables locaux.
| Unité administrative   | Titre de l'administrateur           | Nomination           | Pouvoir                 |
| ---------------------- | ----------------------------------- | -------------------- | ----------------------- |
| Province (州 zhou)     | Gouverneur (牧 mu)                  | Gouvernement central | Pouvoir exécutif        |
| Province (州 zhou)     | Inspecteur (刺史 cishi)             | Gouvernement central | Aucune autorité directe |
| Commanderie (郡 jun)   | Grand administrateur (太守 taishou) | Gouvernement central | Pouvoir exécutif        |
| Royaume (王國 wangguo) | Chancelier (相 xiang)               | Gouvernement central | Pouvoir exécutif        |
| Royaume (王國 wangguo) | Roi (王 wang)                       | héréditaire          | Aucune autorité réelle  |
| Xian (縣 xian)         | Préfet (令 ling) Chef (長 zhang)    | Gouvernement central | Pouvoir exécutif        |

### Administration des Commanderies

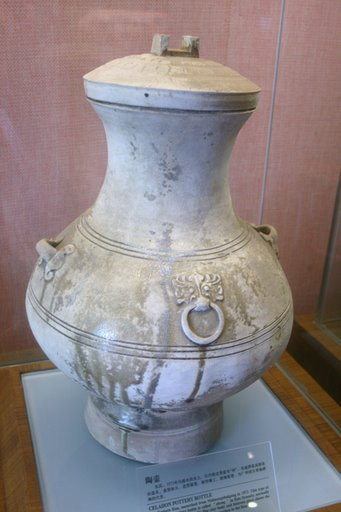
Vase en céramique de type céladon datant du début des Han orientaux, avec des poignées en forme de cosses. Il est décoré avec des heurtoirs de porte et des masques animaliers (taotie)

Au début de la période des Han occidentaux, le territoire de l'empire est divisé en treize commanderies, y compris la région de la capitale et dix royaumes. Par la suite, de nombreux royaumes voient leur taille se réduire et le territoire de l’empire s'agrandit à la suite des nombreuses conquêtes. Lors du recensement de l'an 2, la Chine des Han compte quatre-vingt trois commanderies et vingt royaumes, pour une population d’environ 58 millions de personnes. Une commanderie est subdivisée en comtés et est gouvernée par un administrateur (Taishou 太守), ou Grand administrateur, qui est nommé par le gouvernement central et a un salaire/rang de 2000 dan. L'administrateur est le responsable civil et militaire de la Commanderie et il ne peut pas gouverner la commanderie où il est né
Un administrateur est assisté par un ou plusieurs Commandants (Duwei 都尉), ou Commandants en chef, qui s’occupent de toutes les affaires militaires comme la levée des milices locales, l'élimination des groupes de bandits et la construction de tours de guet. Le salaire/rang des Commandants est de "équivalent 2000" dan. Après l'an 30, tous les Commandants qui ne sont pas en poste dans des commanderies situées sur des frontières lointaines sont supprimés. Par contre si la Commanderie est située le long des frontières, là où les raids et incursions armées de groupes nomades hostiles sont fréquentes, le poste de Commandant est maintenu. Il reste possible de nommer temporairement un Commandant dans une Commanderie située à l'intérieur de l'empire, si sa présence est nécessaire pour régler une crise. Une fois la situation revenue à la normale, le poste est supprimé. Dans l'administration de chaque Commanderie on trouve également des secrétaires, un trésorier et un Fonctionnaire Chargé des Comptes qui présente chaque année un rapport à la Cour impériale sur la manière dont l'administrateur gère sa Commanderie.
Plusieurs des fonctions des administrateurs sont saisonnières; comme mener une inspection des comtés chaque printemps pour vérifier s'il n'y a pas de problèmes d'ordre agricole et prévoir les travaux pour l'entretien des routes, ponts, digues et autres travaux publics. À l’automne, il envoie ses subordonnés dans les comtés, pour vérifier si les poursuites judiciaires contre les criminels locaux ont été correctement menées. Enfin, chaque hiver, il est chargé de recommander auprès de la cour impériale les candidats qu'ils juge les plus dignes d'un poste à la capitale; c'est-à-dire ceux qui remplissent les critères de Xiaolian, ce qui signifie "piété filiale et incorruptibilité". Ceux qui sont retenus à la suite de ces recommandations reçoivent un poste dans l'administration centrale ou locale. Chaque commanderie a un quota à remplir pour ces recommandations; l’empereur Han Wudi ayant décrété en 134 av. J.-C. que les administrateurs doivent recommander chaque année une personne pour sa piété filiale et une autre pour son incorruptibilité, afin que ceux-ci joignent le service public. Ces quotas sont modifiés en l'an 92 AD et passent à un homme à envoyer à la capitale par tranche de 200 000 foyers existant dans une commanderie. Après la suppression des Commandants des commanderies intérieures, les Administrateurs assument leurs fonctions mais ils doivent demander la permission du gouvernement central pour lever des milices locales, mobiliser des troupes ou envoyer des troupes en dehors de leur Commanderie.

### Administration des Xian
Lors du recensement de l'an 2 mentionné précédemment, le territoire de l'empire est divisé en 1 587 Xian. Sous les Han, le Xian est la plus petite division administrative dirigée par un représentant du pouvoir central. Dans les Xian où l'on trouve 10 000 foyers ou plus, ce représentant est un préfet (Ling 令) ; dans les autres, c'est un chef (Zhang 長). Selon la taille du Xian, le salaire/rang du préfet est de 600 ou 1 000 dan, tandis que celui du chef est de 300 ou 500 dan. En raison de leurs fonctions juridictionnelles, le sinologue Rafe de Crespigny ne fait pas de différences entre les préfets et les chefs, et parle d'eux comme étant des magistrats. Ces Magistrats nomment eux-mêmes les fonctionnaires du Xian, qui sont pour la plupart des lettrés ou des aînés qui bénéficient d'un grand respect dans leur communauté locale

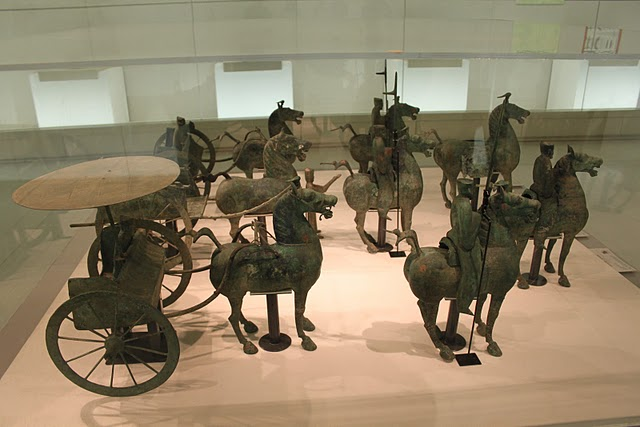
Figurines en bronze représentant des chars et des cavaliers, découvertes dans une tombe datant des Han orientaux

Le Magistrat du Xian est chargé de maintenir l’ordre, d'assurer le stockage de grains en prévision d'une famine éventuelle, d'enregistrer la population pour des raisons fiscales, de mobiliser les conscrits soumis à la corvée de travail, de superviser les travaux publics, de rénover les écoles et de réaliser divers rituels. Ils servent également de juge pour tous les procès qui se déroulent dans le tribunal du comté. Comme les juridictions judiciaires de l'Administrateur de la Commanderie et du Magistrat du Xian se chevauchent, il est convenu que c'est celui des deux qui arrête un criminel qui tente en premier de juger le cas. Sous l’empereur Han Wudi, les commanderies et les royaumes gèrent des écoles publiques, et même si les Xian peuvent ouvrir leurs propres écoles publiques, ils ne le font pas tous
Le Xian est subdivisée en districts, chacun étant constitué d’au moins plusieurs hameaux regroupés; ce qui représente généralement une communauté d’environ une centaine de familles. Un chef de police est affecté à chaque district par le Magistrat du Xian. Pour mener à bien ses tâches et assurer l'ordre public, le magistrat du Xian a impérativement besoin de s'assurer la coopération des anciens et des dirigeants au niveau du district; car ce sont eux qui gèrent une grande partie des affaires courantes comme l'arbitrage des différends dans leurs communautés, la collecte des impôts et la lutte contre la criminalité.

### Royaumes, Marquisats et Fiefs des princesses

Lampe à huile en bronze doré de la forme d'une servante, datant du, découverte dans la tombe de Dou Wan, femme du prince Han Liu Sheng (d. - 113).

Sous les Han, un Royaume est à peu près comme une commanderie pour ce qui est de la taille et de l'administration, sauf que c'est officiellement le fief d’un parent de l’empereur. Par parent, il faut comprendre ses frères, oncles, neveux et fils à l’exclusion de l’héritier présomptif. Après l'an 145 av. J.-C., la possession de ce fief n'est plus que nominale. La politique d’attribution de royaumes exclusivement aux membres de la famille impériale est adoptée de manière progressive par le fondateur de la dynastie Han, l'empereur Han Gaozu des Han (r. 202-195 av. J.-C.), car beaucoup des premiers rois sont des personnes non apparentées à la famille impériale qui étaient des officiers lors de la guerre Chu-Han (206-202 av. J.-C.). Comme Gaozu trouve dangereux de laisser autant de pouvoirs à d'anciens militaires, il essaye d'éteindre cette menace en réservant ce rang aux membres de son propre clan . C'est généralement le fils aîné du roi et de son épouse officielle qui hérite du royaume.
Le nombre des royaumes fluctue pendant toute la durée de la dynastie Han, il n’y en a jamais moins de huit ni plus de vingt-cinq. Au début des Han occidentaux, les royaumes représentent environ les deux tiers de l’empire. La Cour impériale règne directement sur les commanderies situées dans le tiers occidental de l’empire, tandis que les rois gouvernent leurs fiefs avec peu ou pas d'intervention de l’administration centrale. Le personnel administratif de chaque Royaume est calqué sur celui du gouvernement central et l'on trouve dans chacun d'entre eux un Grand tuteur, un Chancelier et un Secrétaire impérial, qui ont tous les trois un salaire/rang de 2000 dan. Aucun Royaume n’est autorisé à avoir un Grand Commandant, puisqu’ils ne sont pas autorisés à déclencher des guerres pour leur propre compte. Même si les chanceliers des royaumes sont nommés par la Cour impériale, le roi a le droit de nommer tous les autres fonctionnaires de son fief.
La puissance des rois diminue après la rébellion des sept États en 154 av. J.-C., ainsi que le nombre et la taille des royaumes. En 145 av. J.-C., un édit impérial interdit aux rois de nommer des fonctionnaires ayant un salaire/rang de 400 dan ou plus. Tous les fonctionnaires ayant un salaire/rang plus élevé sont nommés directement par le gouvernement central. Les équivalent des conseillers impériaux et des neuf ministères qui existaient au sein des royaumes sont également supprimés par cet édit, à l'exception du poste de Minister Coachman. Le poste de chancelier est maintenu, mais il devient l’équivalent d’un Administrateur de Commanderie et est toujours nommé par le gouvernement central. Après ces réformes, les rois et les marquis ne sont plus les responsables civils de leurs fiefs et prennent simplement une partie des taxes collectées par le gouvernement dans leurs royaumes comme revenu personnel. L'historien Charles Hucker note qu’après cette transformation des royaumes et marquisats respectivement en commanderies et comtés virtuels, un "... gouvernement entièrement centralisé est créé" pour la première fois depuis la dynastie Qin.

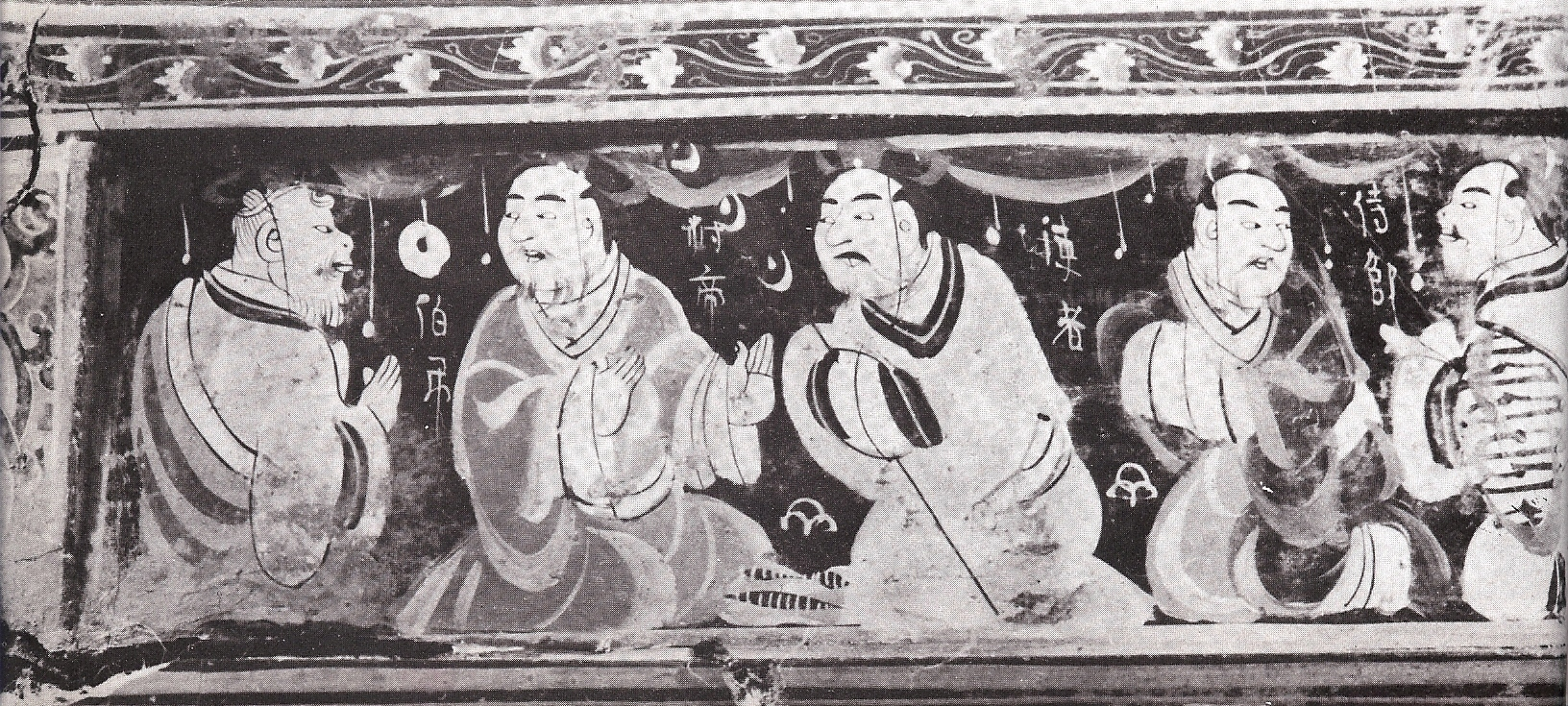
Parangons de piété filiale peints sur une boite en vannerie laquée. Cette boite a été trouvée lors de la fouille d'une tombe datant de la période des Han orientaux et située dans l'ancienne Commanderie de Lelang, ce qui correspond à une région de l'actuelle Corée du Nord.

En dessous des rois, la société Han est divisée en vingt grades, dont chacun accorde certains privilèges tels que l’exemption de certaines lois. Le dix-neuvième rang est celui de Marquis du Domaine impérial et le vingtième celui de Marquis de plein droit, la différence entre les deux étant que le premier donne seulement droit à une pension alors que le second reçoit un marquisat (houguo 侯國) qui fait en général la taille d’un comté. Si les fils des rois sont les petits-fils de l’empereur, ils reçoivent le rang de Marquis de plein droit et si ce n’est pas le cas, ils sont considérés comme étant des roturiers. Cette règle a été modifiée en l'an 127 av. J.-C., afin que tous les fils de rois soient faits Marquis de plein droit. On ne sait pas si les marquisats du début des Han occidentaux ont le même niveau d’autonomie que les royaumes de cette époque, mais ce qui est sûr c'est qu’après l'édit de 145 av. J.-C., les fonctionnaires de tous les marquisats sont nommés par le gouvernement central. Le marquis n’a aucun rôle administratif dans son marquisat, il se contente de recueillir une partie des recettes fiscales à son profit. Son chancelier est l’équivalent d’un Préfet de comté.
Les sœurs et les filles de l’empereur et les filles sont anoblies soit comme Grande princesse, ce qui leur donne le même rang que les rois, soit comme princesse, ce qui leur donne le même rang qu'un Marquis de plein droit. Dans tous les cas, le fief d'une princesse fait généralement la taille d’un comté. Le mari d’une princesse devient un Marquis. Les filles des rois sont aussi des princesses, mais leurs fiefs ont généralement taille d'un district d'un comté et leurs fils ne peuvent pas en hériter. À la différence des fiefs des Rois et des Marquis, les membres de l'administration du fief d'une princesse sont directement sous les ordres d'un des neuf ministres : le Ministre du Clan impérial.

## Armée

### Milices et conscrits
Tous les non-nobles de l'empire qui atteignent l'âge de vingt-trois ans sont soumis à la conscription et doivent servir dans les forces armées (zhengzu 正卒). Ils ont un an de formation et un an de service actif, l’année de service actif pouvant leur être réclamée jusqu’à ce qu'ils aient atteint l'âge de cinquante-six ans. Les conscrits sont formés et servent dans l’une des trois branches des forces armées : infanterie, cavalerie ou marine. Pendant leur année de service, les conscrits peuvent être affectés dans des garnisons situées aux frontières, qu'ils doivent protéger contre les incursions des tribus nomades, servir comme gardes à la cour d'un roi ou être affectés sous les ordres du Ministre des Gardes pour assurer la sécurité et des patrouilles dans tous les palais impériaux. À partir de l'an 155 av. J.-C., l’âge minimum de la conscription est abaissé à vingt ans et si sous le règne de l’empereur Han Zhaodi il repasse à vingt-trois ans, il est à nouveau rabaissé à vingt ans par son successeur.

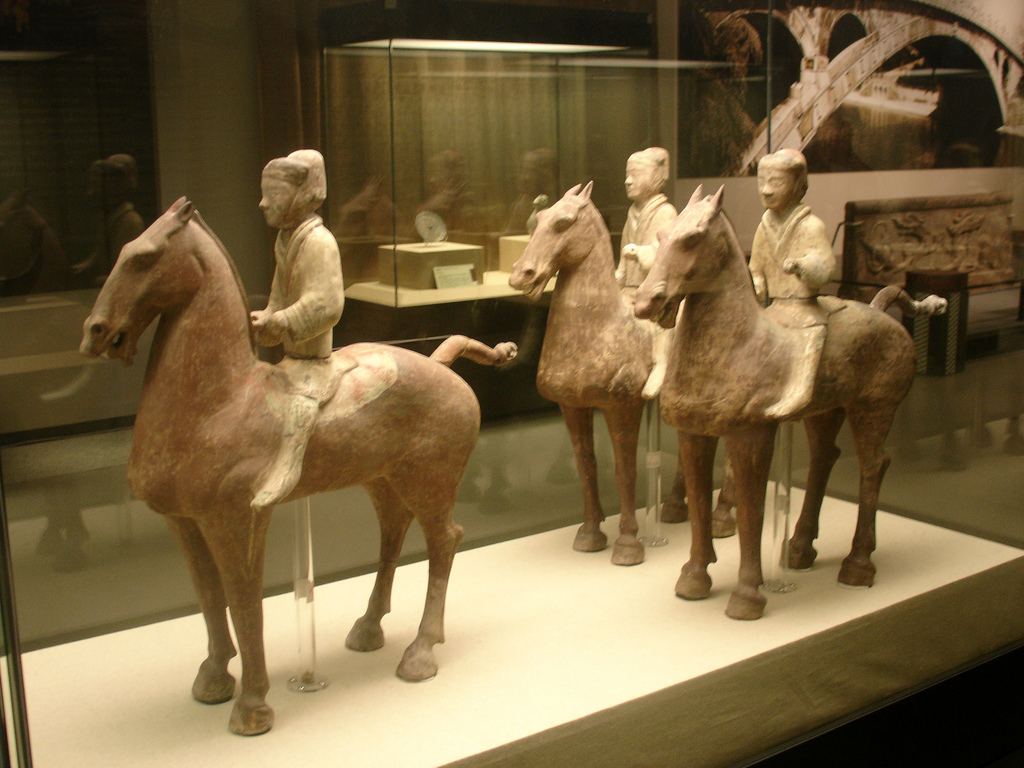
Statues en céramique datant des Han occidentaux, représentant des cavaliers à cheval

Même si ce système de conscription existe toujours sous les Han orientaux, les potentiels conscrits peuvent l'éviter moyennant le paiement d’une taxe commuable.
Le gouvernement exempte également ceux qui font don aux autorités d'un esclave, d'un cheval ou de céréales. Enfin, dans le système des vingt rangs, ceux qui ont atteint le neuvième rang et plus sont également exemptés du service militaire. Pour compenser les pertes engendrées par ces multiples exemptions, le gouvernement des Han orientaux favorise grandement le recrutement d’une armée d'engagés volontaires. De plus, bien des soldats des Han orientaux sont des condamnés de droit commun qui ont vu leur peine commuée lorsqu'ils ont rejoint l'armée. Enfin, les Han n'hésitent pas à faire appel aux mercenaires, qui finissent par former une grande partie de la garde du capitale, tandis que les tribus nomades étrangères sont souvent utilisées pour garder les frontières.
Sous les Han occidentaux, les soldats démobilisés après leur année de service actif sont renvoyés chez eux, où ils ont l'obligation de rejoindre la milice locale, qui est rassemblée le huitième mois de chaque année. Cette obligation, qui est supprimée sous les Han orientaux, vise à lutter contre les seigneurs de guerre locaux et régionaux, ce qui n’empêche pas ces derniers de se multiplier à la fin de la dynastie Han. Quelle que soit l'époque, les membres de ces milices les quittent lorsqu'ils ont atteint l’âge de cinquante-six ans .

### Armée permanente et armée de réserve

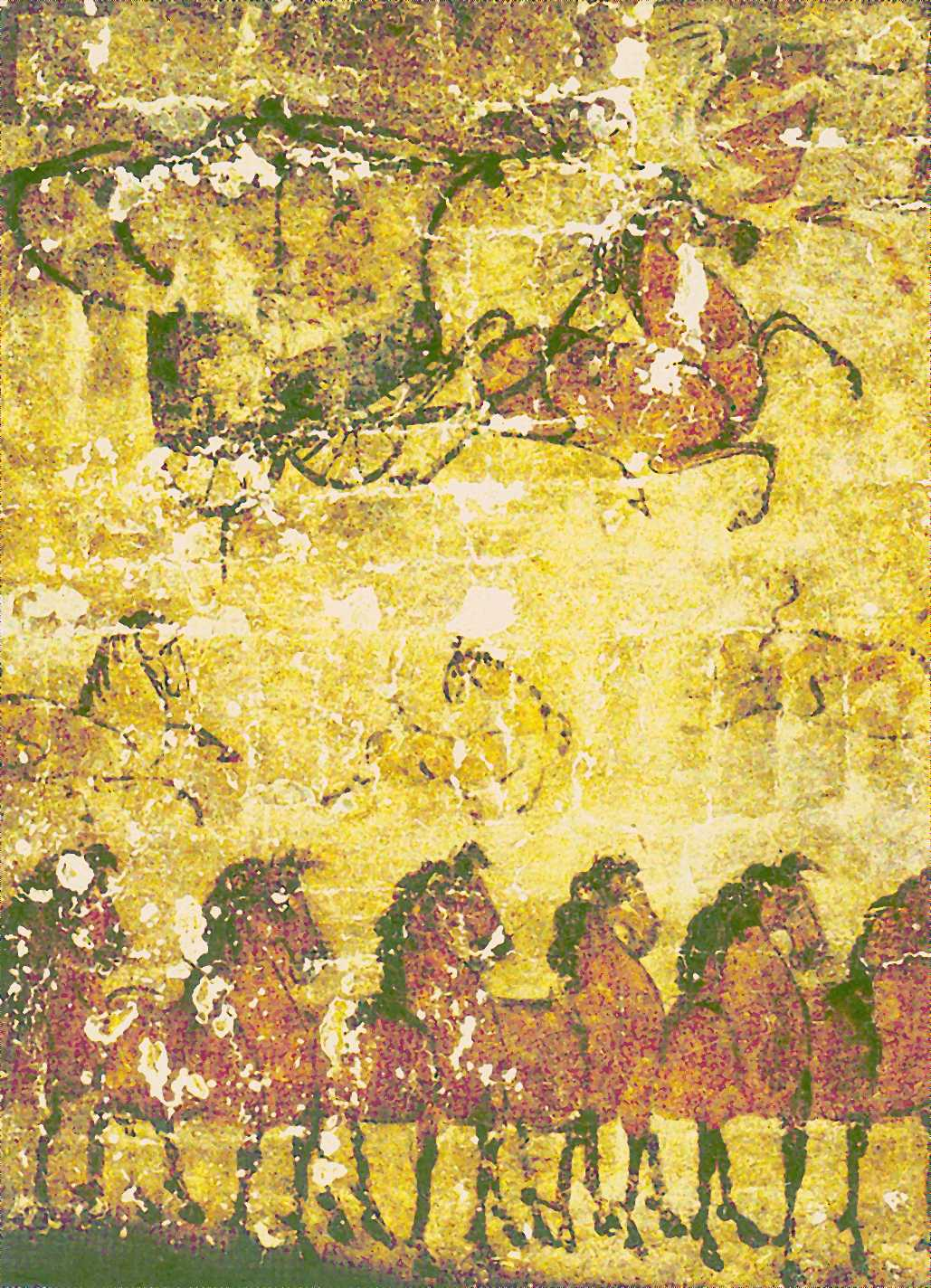
Peinture murale de 137 cm x 201 cm datant des Han orientaux et représentant une sortie de chariots et de chevaux. C'est l’une des 57 peintures murales de la tombe de Nei Menggu Helingeer (ou Holingor) qui est située en Mongolie Intérieure et qui appartient à un haut fonctionnaire, propriétaire terrien et colonel de l’armée Wuhuan.

Les soldats non professionnels qui font leur année de service obligatoire sous les ordres du Ministre des Gardes appartiennent à l’armée du Sud (Nanjun 南軍). Les soldats professionnels, eux, appartiennent à une armée permanente, connue sous le nom d’armée du Nord (Beijun 北軍). Le but principal de l’armée du Nord est de défendre la capitale, mais elle est parfois utilisée pour repousser les invasions étrangères. L’armée du nord est mentionnée pour la première fois dans les archives des Han vers l'an 180 av. J.-C., mais sa structure de commandement de l’époque est mal connue. Plusieurs décennies plus tard, l'empereur Han Wudi réforme le corps des officiers de l’armée du Nord, afin que son commandement soit partagé entre cinq Colonels (Xiaowei 校尉) qui ont chacun un salaire/rang de 2000 dan et commandent un régiment. Wudi nomme également trois autres Colonels avec un salaire/rang de 2000 dan, dont les troupes, qui sont considérées comme une extension de l’armée du Nord, sont stationnées à certains cols stratégiques situés loin de la capitale. Chacun des huit Colonels est assisté par un Major (Sima 司馬) qui a un salaire/rang de 1 000 dan. Des soldats de métier peuvent être affectés dans des garnisons agricoles (Tuntian) établies dans les régions de l’Ouest, comme ceux menés par les Colonels Wu et Ji (Wuji xiaowei 戊己校尉), qui ont un salaire/rang de "équivalent 600" dan et sont basés à l’oasis de Tourfan.
Sous les Han orientaux, l’armée de conscrits est en grande partie remplacée par une armée de volontaires. L’armée de conscrits sous les ordres du Ministre des Gardes perd son nom d'armée du Sud et l’armée du Nord est conservée, mais elle passe de huit à cinq Colonels. Ces Colonels voient leur salaire/rang passer de 2000 dan à "équivalent 2 000" dan.
Selon des sources datant de l’époque des Han orientaux, l’armée du Nord est un corps d'armée aux effectifs relativement faibles, variant entre 3 500 et 4 200 soldats professionnels; chaque régiment étant composé d’environ 750 soldats et 150 officiers subalternes. Pour aider cette force, l'empereur Han Guang Wudi crée en 43 apr. J.-C. une unité de 1 000 soldats de l’armée de réserve, qui est stationnée dans le comté de Liyang, le long du fleuve Jaune et en l'an 110, deux autres unités de la réserve sont créées. Toutes ces unités sont dirigées par un Commandant, qui porte le même titre que celui utilisé pour l’officier militaire présent dans certaines Commanderies. L’objectif principal de ces unités de réserve est de positionner des troupes Han dans des passes stratégiques, pour garder le cours inférieur du fleuve Wei contre les tribus Xiongnu, Wuhuan et tibétaines.

### Officiers et milice pendant la guerre
Que ce soit en période de paix ou de guerre, la structure de commandement de l’armée du nord reste la même. Par contre, pendant les périodes de grands conflits et les crises, la levée de milices de grande taille exige la nomination de plusieurs nouveaux officiers qui portent différents titres. Lesdits titres sont souvent accordés comme titres honorifiques aux fonctionnaires en temps de paix.
Les grandes divisions sont dirigées par un Général (Jiangjun 將軍) dont le rang dépend de son statut. Ces divisions sont subdivisées en un certain nombre de régiments, qui sont commandés par un Colonel et parfois par un Major. Ces régiments sont à leur tour subdivisés en compagnies, qui sont commandées par des Capitaines, qui ont un salaire/rang de "équivalent 2 000" dan. Enfin, les compagnies sont subdivisées en sections.

### Lectures pour approfondir
- Yap, Joseph P. (2009). "Official Titles and Institutional Terms – Qin and Han" in Wars With The Xiongnu: A Translation From Zizhi tongjian, 612–620. AuthorHouse.  (ISBN 978-1-4490-0605-1).
- Beck, Roger B. (2005). "World History: Patterns of Interaction" 200–207. McDougall Littell.  (ISBN 0-618-18774-X).
- (en) Charles Hucker, A Dictionary of Official Titles in Imperial China, Stanford University Press, 1985, p. 436